# الجدول الزمني لجائحة فيروس كورونا 2020 في روسيا
فيما يلي الجدول الزمني لجائحة فيروس كورونا 2020 في روسيا

## الجدول الزمني

### يناير-فبراير 2020
في 24 يناير، طُورت أنظمة إجراء الاختبارات الأولى ونُشرت في المعامل على نطاق البلاد.
في 31 يناير، أكدت حالتين، واحدة في تيومين والأخرى في تشيتا، كراي عبر البايكال. كان كلاهما مواطنان صينيان، وقد تعافيا منذ ذلك الوقت.
في 23 فبراير، أجلي ثمانية روس من على متن سفينة أميرة الألماس إلى قازان تتارستان حيث نُقلوا إلى المستشفى، وكان بينهم ثلاث حالات مؤكدة. أدرجت هذه الحالات على أنها حالات طرأت على النقل الدولي ولم تُدرج ضمن الإحصائيات الروسية الرسمية. هؤلاء الأشخاص الثمانية، بمن فيهم المرضى الثلاثة الذين تعافوا، خرجوا من المستشفى في 8 مارس.
أكدت إصابة بعض المواطنين الروس في الخارج، في 28 فبراير، ثبتت إصابة رجل روسي في أذربيجان بعد أن زار إيران. بينما أعلنت وزارة الصحة الإماراتية بعد بضعة أيام إصابة شخصين روسيين بالفيروس في الإمارات العربية المتحدة.

### مارس 2020
في 1 مارس، هربت امرأة من المستشفى في سيفاستوبول قبل إجراء اختبار الفيروس. هربت إلى روستوف على نهر الدون وهي على قائمة المطلوبين.
في 2 مارس، أكدت أول إصابة بالفيروس في موسكو. كان المريض شابًا أصيب بالمرض في 21 فبراير أثناء قضائه عطلة في إيطاليا، وعاد إلى روسيا في 23 فبراير، حيث أقام في منزله في محافظة موسكو. ظهرت عليه الأعراض في عيادة في 27 فبراير، ثم نُقل إلى المستشفى في موسكو. وبحسب ما ورد فقد تعافى في 6 مارس.
في 5 مارس، أكدت أول حالة إصابة بفيروس كورونا في سانت بطرسبرغ. كان المريض طالبًا إيطاليًا عاد إلى روسيا من إيطاليا في 29 فبراير، ودخل المستشفى في 2 مارس وتعافى في 13 مارس.
في 6 مارس، أكدت ست حالات أخرى، خمس منها في موسكو وواحدة في نيجني نوفغورود. وقد أبلغ أن جميعها على صلة بإيطاليا.
في 7 مارس، أكدت أربع حالات، ثلاث في ليبيتسك وواحدة في سانت بطرسبرغ. جميعهم عادوا من إيطاليا.
في 8 مارس، أكدت ثلاث حالات جديدة في أوبلاست بيلغورود، موسكو وأوبلاست كالينينغرادسكايا، جميعهم كانوا قد عادوا من إيطاليا مؤخرًا.
في 9 مارس، أكدت ثلاث حالات في موسكو، جميعها قادمة من إيطاليا.
في 11 مارس، أكدت ثماني حالات جديدة، ست حالات في موسكو واثنتان في محافظة موسكو، كانوا جميعًا قادمين من إيطاليا.
في 12 مارس، أكدت ست حالات جديدة، بما في ذلك أربع في موسكو وواحدة في كالينينغراد أوبلاست وأكدت أول حالة في كراسنودار كراي. في اليوم نفسه، شُخصت إصابة سائحين قدما من موسكو إلى إسرائيل في 3 مارس.
في 13 مارس، أكدت 11 حالة جديدة: خمس في موسكو وثلاث في سانت بطرسبرغ وواحد في لينينغراد أوبلاست، محافظة موسكو وبيرم كراي. جاء جميع المرضى من إيطاليا أو فرنسا أو النمسا، باستثناء شخص أصيب محليًا.
في 14 مارس، أكدت أول حالتين في أوبلاست كيمروفسكايا. كانت هناك تسع حالات جديدة في موسكو أيضًا، واحدة في محافظة موسكو وسانت بطرسبرغ وكالينينغراد أوبلاست.
في 15 مارس، أكدت أربع حالات جديدة، بما في ذلك ثلاث في منطقة موسكو وواحدة في تيومين. كان المرضى قد زاروا إسبانيا وإيطاليا وفرنسا وسويسرا مؤخرًا.
في 16 مارس، أكدت 30 حالة جديدة، وبذلك يصل العدد الإجمالي للحالات إلى 93. أعلنت نائبة رئيس الوزراء تاتيانا غوليكوفا أن 7 حالات كانت من مخالطي مرضى آخرين، في حين كانت 86 حالة من الوافدين. أكدت 3 حالات جديدة في سمارا أوبلاست وهي أول الحالات المُشخصة، وكذلك أكدت الحالات الأولى في أوبلاست كيروف وجمهورية كومي.
في 17 مارس، أكدت 21 حالة أخرى؛ أربعة في موسكو، اثنان في سامارا أوبلاست، كالينينغراد أوبلاست، تفير أوبلاست، واحد في محافظة موسكو، كراسنويارسك كراي، تامبوف أوبلاست، كالوغا أوبلاست، نيجني نوفغورود أوبلاست، بانزا أوبلاست، تتارستان، خقاسيا، أوبلاست سفردلوفسك وأوبلاست أرخانغلسك.
في 18 مارس، أكدت 33 حالة جديدة بما في ذلك 31 حالة في موسكو وحالة واحدة جديدة في كل من نوفوسيبيرسك أوبلاست وتومسك أوبلاست.
في 19 مارس، أبلغ عن أول حالة وفاة لمريض مصاب بكوفيد-19 في موسكو. أدخلت امرأة تبلغ من العمر 79 عامًا إلى المستشفى لأول مرة في 13 مارس ونُقلت إلى عيادة خاصة في اليوم التالي. بعد تأكيد إصابتها بكوفيد-19، نُقلت إلى جناح العناية المركزة في مستشفى موسكو للأمراض العدوائية. عانت هذه السيدة أيضًا من إصابتها بداء السكري من النمط2 وارتفاع ضغط الدم ومرض القلب التاجي (وخضعت لعملية تدخل تاجي عن طريق الجلد) وتصلب عصيدي في الشرايين التاجية والشريان الأبهري والداء الحصوي الكلوي وأمراض الشرايين الدماغية. مع ذلك، حُدد السبب المباشر للوفاة على أنه فرط ضغط الدم الرئوي، لم يكن هناك أي تغيرات مرضية في رئتيها ولم يُعتبر أن وفاتها كانت ناتجة عن فيروس كورونا. أعلن عن هوية المريضة في وسائل الإعلام وكانت فالنتينا زوباريفا، وهي أستاذة في جامعة جوبكين الروسية الحكومية للنفط والغاز، وقد انتقلت إليها العدوى في روسيا. أكدت 52 حالة جديدة في 23 منطقة بما في ذلك الحالات الأولى في تشوفاشيا وياقوتيا وخاباروفسك كراي وإيفانوفو ومورمانسك وأورنبورغ وريازان وساراتوف وتولا وأوبلاستات فورونيج وأوكروج خانتي مانسي ذاتية الحكم، وبذلك يصل العدد الإجمالي إلى 199.
في 20 مارس، أكدت 54 حالة جديدة، بما في ذلك 33 في موسكو، 6 في ياقوتيا، 4 في سانت بطرسبرغ، 4 في سمارا أوبلاست، 2 في كيروف أوبلاست، 2 في نوفوسيبيرسك أوبلاست، 1 في موسكو أوبلاست، 1 في تيومين أوبلاست والحالة الأولى في أوليانوفسك أوبلاست.
في 21 مارس، أكدت 53 حالة جديدة في 18 إقليم فيدرالي، بما في ذلك الحالات الأولى في قبردينو - بلقاريا (حالتان) وستافروبول كراي وتشيليابنسك أوبلاست وكورغان أوبلاست وجمهورية القرم المتنازع عليها (حالة واحدة لكل منهما).
في 22 مارس، أكدت 61 حالة جديدة، بما في ذلك 54 حالة في موسكو وحالتان في كيروف أوبلاست وحالة واحدة في أرخانجيلسك أوبلاست والحالات الأولى في أودمورتيا (حالتان) وبريانسك أوبلاست ونوفغورود أوبلاست (حالة واحدة لكل منهما).

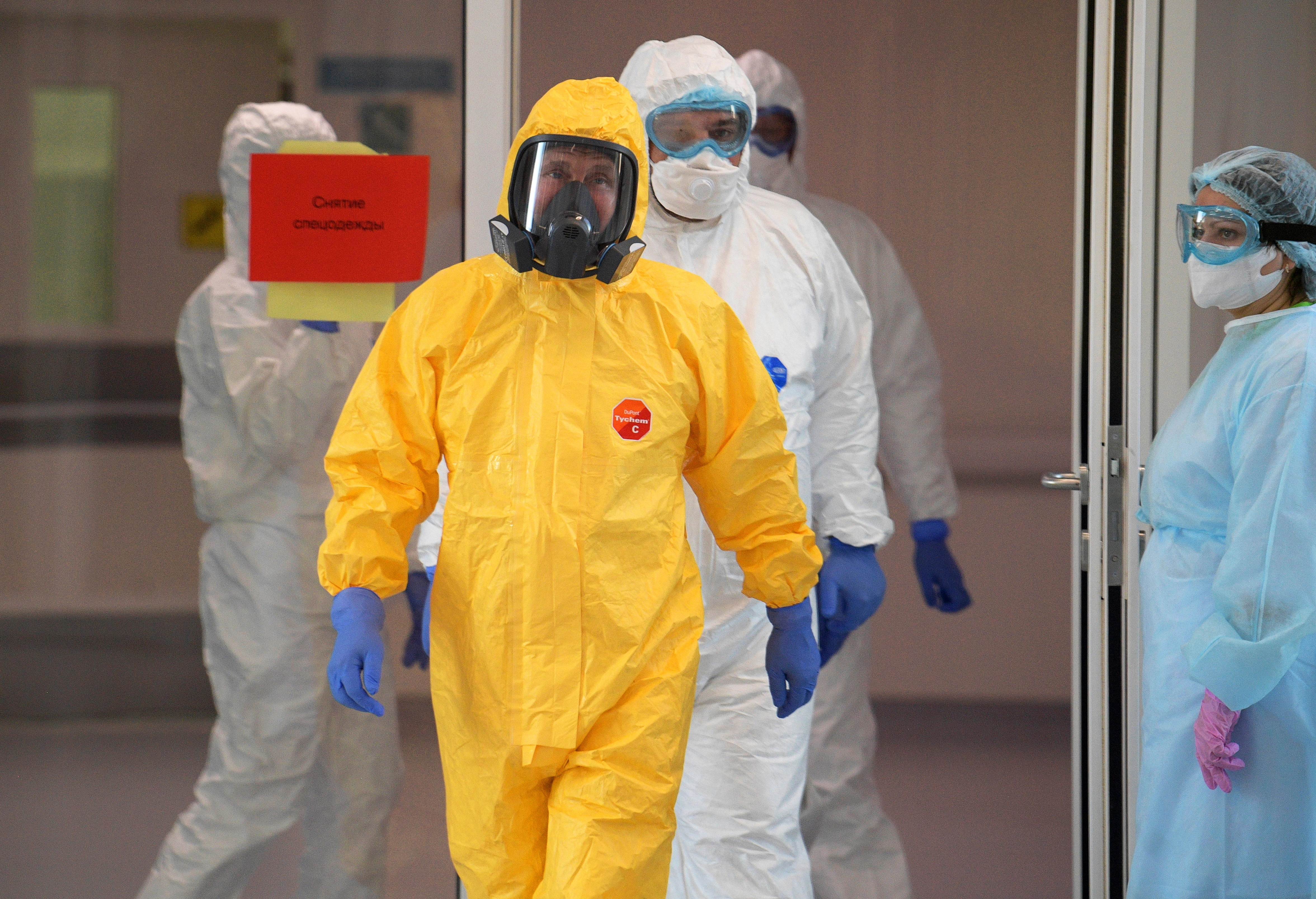
الرئيس بوتين يزور مرضى فيروس كورونا في مستشفى موسكو في 24 مارس.

في 23 مارس، أكدت 71 حالة جديدة، جميعها في موسكو.
في 25 مارس، أكدت 163 حالة جديدة، 120 منها في موسكو والحالات الأولى في بسكوف أوبلاست وروستوف أوبلاست. وأبلغ فيما بعد أيضًا عن حالتي وفاة في موسكو، كان عمر المرضى 73 و88 عامًا وقد ثبتت إصابتهم بفيروس كورونا.

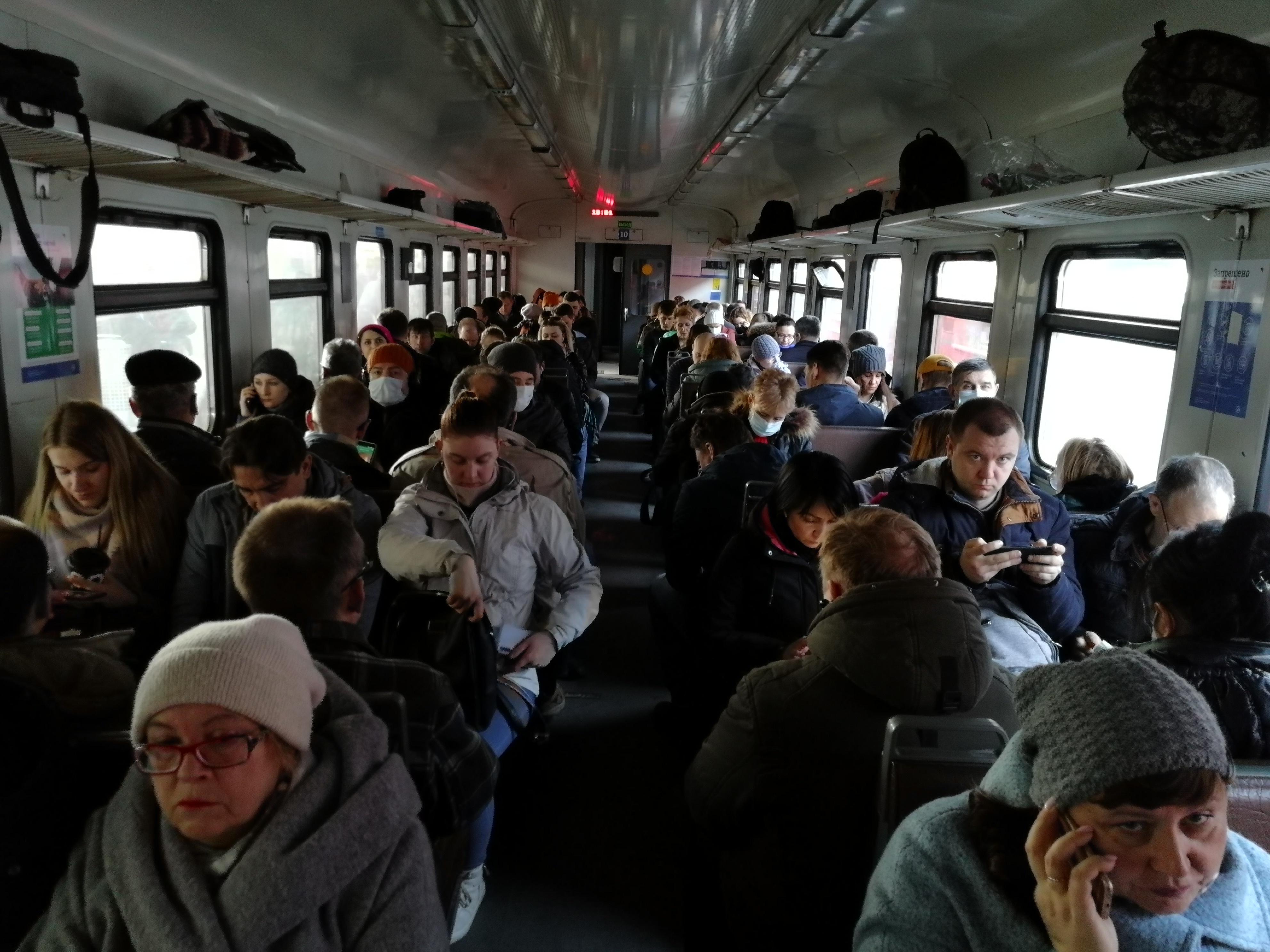
الناس في خط سكة حديد ضواحي ياروسلافسكي، 25 مارس

في 26 مارس، أكدت 182 حالة جديدة، 136 منها في موسكو، مع تأكيد حالات الإصابة الأولى في بورياتيا. وفقًا لمصدر في المستشفى وتقرير رسمي إلى مكتب المدعي العام، توفيت امرأة تبلغ من العمر 83 عامًا (مريضة جراح كان قد أصيب سابقًا بالمرض) في سيكتيفكار بعد أن أصيبت بالعدوى، غُطي على الوفاة من قبل السلطات المحلية ولم تُضمن في الإحصائيات الرسمية. وقد ثبتت إصابة مسؤول يعمل تحت رئاسة ديوان رئيس الوزراء بفيروس كورونا في ذلك اليوم. وقد أمرت الحكومة هيئة الطيران المدني بتعليق جميع الرحلات المنتظمة والمستأجرة من وإلى البلاد اعتبارًا من 27 مارس.
في 27 مارس، أكدت 196 حالة جديدة، 157 منها في موسكو، ليرتفع العدد الإجمالي للحالات المؤكدة إلى 1036. أكدت الحالات الأولى في موردوفيا وداغستان. وقد أكدت حالة وفاة أخرى في موسكو، وهي امرأة تبلغ من العمر 70 عامًا مصابة بإمراضيات سابقة وثبت أنها مصابة بفيروس كورونا. وفي نفس اليوم، أكد الكرملين أن أحد موظفي الإدارة الرئاسية أثبتت إصابته بفيروس كورونا، مصرحين إن المسؤول لم يكن على اتصال بالرئيس. وقد أكدت ايضًا المغني الروسي ليف ليششينكو بالفيروس. في وقت لاحق من نفس اليوم، أبلغ عن رابع وفاة في موسكو لامرأة تبلغ من العمر 56 عامًا برئة واحدة بسبب السرطان.
في 28 مارس، توفي المريض الخامس في أورينبورغ، وهي أول حالة وفاة خارج موسكو. كان الرجل البالغ من العمر 57 عامًا من بوزولوك، أورينبورغ أوبلاست قد سافر إلى فرنسا وإسبانيا وتركيا في مارس وكان يعاني من مرض مزمن. أكدت 228 حالة جديدة، 114 منها في موسكو، ليرتفع العدد الإجمالي للحالات إلى 1264. أكدت الحالات الأولى في أديغيا وكوستروما وساخالين وسمولينسك أوبلاست. في وقت لاحق من ذلك اليوم، أبلغ عن حالتي وفاة في سانت بطرسبرغ وموسكو. في ذلك اليوم، أعلنت الحكومة عن إغلاق الحدود في 30 مارس، مع إغلاق جميع المعابر الحدودية من أجل الحد من انتشار الفيروس. وبالفعل أوقفت جميع الرحلات الدولية.
في 29 مارس، أكدت 270 حالة جديدة، 197 حالة منها في موسكو، ليصل العدد الإجمالي في المدينة إلى 1014 وفي البلاد إلى 1534. أعلن عمدة موسكو، سرغي سوبيانين، في وقت لاحق من اليوم أن المدينة ستغلق ابتداءً من اليوم التالي. أعلن عن أولى الحالات المؤكدة في كل من إركوتسك أوبلاست، أوبلاست أمور وأوبلاست أومسك. بلغ العدد الإجمالي للوفيات المؤكدة 8.
في 30 مارس، أكدت 302 حالة جديدة، بما في ذلك 212 حالة في موسكو، ليصل العدد الإجمالي إلى 1836. أكدت الحالات الأولى في كل من قلميقيا، ماري إل، كراي ألطاي، فلاديمير أوبلاست وفولوغدا أوبلاست. ارتفع عدد الوفيات إلى 9. وأعلن عن عمليات الإغلاق في العديد من الأقاليم الفيدرالية الأخرى، مع إعلان المزيد من التقييدات المشابهة في الأيام المقبلة.
في 31 مارس، أكدت 500 حالة جديدة، 387 منها في موسكو و48 في سانت بطرسبرغ، ليصل العدد الإجمالي للحالات المؤكدة إلى 2337 وكان ذلك الرقم القياسي السابع على التوالي ليوم واحد. أكدت الحالات الأولى في ماغادان أوبلاست وأوبلاست أستراخان في ذلك التاريخ. تضاعف عدد الوفيات المؤكدة تقريبًا من 9 في اليوم السابق إلى 17. أبلغ أيضًا عن إصابة المدير الطبي لمستشفى فيروس كورونا الرئيسي في موسكو في كوموناركا، دينيس بروتسينكو، بفيروس كورونا. توفيت سيدة تبلغ من العمر 61 عامًا، وهي مديرة مستشفى سيكتيفكار، والتي أصبحت بؤرة للمرض بعد إصابة أحد الجراحين بالفيروس في 16 مارس. ولكن مجددًا، وكما كان الحال مع إصابة أحد مرضى القسم الجراحي في 26 مارس، فإن هذه الوفاة لم تُضمن في الإحصائيات الرسمية، وذلك بالرغم من تأكيد مختبر علم الأمراض للتشخيص بشكل رسمي على وسائل الإعلام.

### أبريل 2020
في 1 أبريل، أكدت 440 حالة جديدة، 267 منها في موسكو، ليرتفع العدد الإجمالي للحالات المؤكدة إلى 2777. أكدت الحالات الأولى في كورسك أوبلاست وأوسيتيا الشمالية-ألانيا. ارتفع عدد الوفيات المؤكدة من 7 إلى 24. وقع الرئيس بوتين قانونًا يفرض عقوبات صارمة على المتهمين بنشر معلومات مغلوطة عن فيروس كورونا وخرق قواعد الحجر الصحي. قال المتحدث باسم الكرملين ديمتري بيسكوف للصحفيين إن الرئيس بوتين يمارس التباعد الاجتماعي ويعقد الاجتماعات عن بُعد. أفادت صحيفة كورمسانت أن العديد من المناطق قد حدّت من مبيعات الكحول بما فيها خقاسيا وجمهورية كاريليا وباشكورستان، مع بعض المناطق في ياقوتيا بما في ذلك ياكوتسك التي حظرت بيع الكحول بشكل كامل.
في 2 أبريل، أكدت 771 حالة جديدة، ليصل بذلك العدد الإجمالي للحالات المؤكدة إلى 3548 حالة. ارتفع عدد الوفيات المؤكدة من 8 إلى 30 حالة.
في 3 أبريل، أكدت 601 حالة جديدة، بما في ذلك أولى الحالات في إنغوشيتيا والأوبلاست اليهودية الذاتية، ليصل العدد الإجمالي للحالات المؤكدة إلى 4149. ارتفع عدد الوفيات المؤكدة من 4 إلى 34.
في 4 أبريل، أكدت 582 حالة جديدة ليرتفع العدد الإجمالي إلى 4731، مع وصول عدد الوفيات المؤكدة إلى 43.
في 5 أبريل، أكدت 658 حالة جديدة، ليصل المجموع إلى 5389 حالة، مع تأكيد أول حالتين في كراي كامشاتكا. ارتفعت الوفيات المؤكدة إلى 45.
في 6 أبريل، أكدت 954 حالة جديدة، ليصل المجموع إلى 6343 حالة، مع تأكيد أول حالتين في جمهورية كاريليا. ارتفع عدد الوفيات المؤكدة إلى 47.
في 7 أبريل، أكدت 1154 حالة جديدة، ليصل العدد الإجمالي إلى 7497 حالة، مع تأكيد الحالات الثلاث الأولى في قراتشاي تشيركيسيا. ارتفعت الوفيات المؤكدة إلى 58. أفادت التقارير أن الناب في المجلس التشريعي في مدينة موسكو، ميخائيل تيمونوف، قد ثبتت إصابته بالفيروس.
في 8 أبريل، أكدت 1175 حالة جديدة، ليصل المجموع إلى 8672 حالة. ارتفع عدد الوفيات المؤكدة إلى 63.
في 9 أبريل، أكدت 1459 حالة جديدة، ليصل المجموع إلى 10131. ارتفعت الوفيات المؤكدة إلى 76. وقد أُعلن في موسكو أن جميع مرضى الالتهاب الرئوي سيُعاملون على أنهم مصابون بفيروس كورونا. في نفس اليوم، أكد وزير الصحة في جمهورية كومي، ديمتري بيريزين، استقالته. أصبحت الجمهورية واحدة من بؤر انتشار فيروس كورونا في البلاد.
في 10 أبريل، أكدت 1786 حالة جديدة، وبذلك وصل العدد الإجمالي إلى 11917 حالة، مع تأكيد الحالات الست الأولى في توفا.
في 11 أبريل، أكدت 1667 حالة جديدة، ليصل العدد الإجمالي إلى 13584. ارتفعت الوفيات المؤكدة إلى 106. وقع عمدة موسكو، سوبيانين، مرسومًا بإدخال نظام جوازات مرور رقمي لفرض الحجر الصحي لفيروس كورونا، وسيُطلب من السكان توفير هذا التصريح عند السفر في جميع أنحاء المدينة ومحافظة موسكو باستخدام وسائل النقل الشخصية والعامة، إضافةً إلى أنواع مختلفة من التصاريح بما في ذلك السفر إلى العمل وزيارة المستشفيات والعيادات والرحلات الخاصة. وستصبح هذه التصاريح إلزامية في 15 أبريل.
في 12 أبريل، أكدت 2186 حالة جديدة، ليصل العدد الإجمالي إلى 15770. ارتفع عدد الوفيات المؤكدة إلى 130.
في 13 أبريل، أكدت 2558 حالة جديدة، ليصل العدد الإجمالي إلى 18328 حالة. ارتفع عدد الوفيات المؤكدة إلى 148.
في 14 أبريل، أكدت 2774 حالة جديدة، ليصل العدد الإجمالي إلى 21102 حالة. ارتفعت الوفيات المؤكدة إلى 170. في نفس اليوم، حذرت وزارة الصحة في موسكو من أن المدينة قد تواجه نقصًا في أسرة المستشفيات في غضون أسبوعين إلى ثلاثة أسابيع. من المقرر تحويل 24 مستشفى أخرى لاستيعاب مرضى فيروس كورونا ليصل إجمالي عدد أسرة المستشفيات إلى 21000 سرير.
في 15 أبريل، أكدت 3388 حالة جديدة، ليصل العدد الإجمالي إلى 24490 حالة. سُجلت الحالات الأولى في أوكروغ تشوكوتكا الذاتية وأوكروغ نينيتس الذاتية. ارتفع عدد الوفيات الإجمالي إلى 198.
في 16 أبريل، أكدت 3448 حالة جديدة، ليصل العدد الإجمالي إلى 27938 حالة. ارتفع عدد الوفيات المؤكدة إلى 232. في نفس اليوم، ذكرت وسائل الإعلام المحلية أن ثلث إجمالي الإصابات بفيروس كورونا في لينينغراد أوبلاست تركزت في نزل واحد يضم عمال مهاجرين مشاركين في بناء مركز تسوق قريب تابع لإيكيا. ووصفت السلطات المحلية النزل بأنه غير قانوني وفتحت تحقيقًا جنائيًا. وأمر حاكم المنطقة، ألكسندر دروزدينكو، بتفتيش جميع بيوت الشباب نتيجة لذلك. وقد أعلنت شركة ياندكس، أكبر شركة للتكنولوجيا فيروسيا، عن إطلاق نظام متخصص بتسليم نتائج اختبارات الفيروس لكبار السن من سكان موسكو، مع توصيل أول 10000 اختبار مجانًا. وصرّحت أيضًا أن الخدمة ستُوسع لتشمل جميع الفئات العمرية والمناطق الأخرى، وأنها قد تطلق اختبار الأجسام الضدية مستقبلًا. أعلنت سلطات موسكو أن جميع حالات التهابات الجهاز التنفسي الحادة يُشتبه في كونها حالات إصابة بفيروس كورونا.
في 17 أبريل، أكدت 4070 حالة جديدة، ليصل العدد الإجمالي إلى 32008 حالة. أكدت الحالة الأولى في آخر إقليم فيدرالي، جمهورية ألطاي. ارتفع عدد الوفيات المؤكدة إلى 273. صرّح رئيس منظمة مراقبة حماية المستهلك أن حوالي نصف الحالات في روسيا كانت لا عرضية.
في 18 أبريل، أكدت 4785 حالة جديدة، ليصل العدد الإجمالي إلى 36793 حالة. ارتفع عدد الوفيات المؤكدة إلى 313. في هذا التاريخ، صرح رئيس دائرة الصحة في موسكو أن حوالي 60% من الحالات في المادة كانت لا عرضية، مقارنةً ب 40% في الأسبوع الماضي.
في 19 أبريل، أكدت 6060 حالة جديدة، ليصل العدد الإجمالي إلى 42853 حالة. ارتفع عدد الوفيات المؤكدة إلى 361. في نفس اليوم، أبلغ عن إصابة أكثر من 70 مريضًا وموظفًا في مستشفى للأمراض النفسية بفيروس كورونا في أوبلاست أرخانغلسك.
في 20 أبريل، أُكِّدت 4268 حالة جديدة، وبذلك بلغ العدد الاجمالي 47121 حالة. ارتفعت الوفيات المؤكدة إلى 405. في فلاديقوقاز، احتج عدة مئات من المتظاهرين في مسيرة ضد نظام الحجر الذاتي، واعتقلت الشرطة بعضهم. المتحدث باسم الكرملين، ديمتري بيسكوف، وصف التجمع بأنه غير قانوني وقد يترتب عليه عواقب سلبية بسبب عدم وجود تباعد اجتماعي. في نفس اليوم، أعلنت شركة ياندكس أنها ستجعل من خدمة اختبار فيروس كورونا المنزلية مجانية لجميع سكان موسكو والمجاورين من جميع الأعمار، وسيتاح ذلك لمناطق أخرى في المستقبل. وفي وقت سابق، أعلنت عن إطلاق الخدمة في 16 أبريل.
في 21 أبريل، أُكِّدت 5642 حالة جديدة، وبذلك بلغ العدد الاجمالي 52763 حالة. ارتفعت حصيلة الوفيات المؤكدة إلى 456 حالة. وفي نفس اليوم، أفادت التقارير بوفاة مكسيم ستارينسكي، 56 عامًا، ليصبح أول طبيب يموت من مضاعفات فيروس كورونا في روسيا، بعد أن توفي في اليوم السابق في مستشفى كوموناركا بعد خدمته في مستشفى قدماء المحاربين رقم 3 في موسكو. وحسب أحد زملائه، فإن 64 عاملًا طبيًا في المستشفى كانت نتائجهم إيجابية للفيروس الأسبوع الماضي، اثنان منهم في العناية المركزة. جرى تشييد مستشفى جديد في موسكو في غضون شهر لمعالجة مرضى فيروس كورونا وبدأ قبول المرضى في نفس اليوم المتزامن مع بلوغ عدد الحالات المؤكدة في موسكو 29433 حالة وفاة مع 233 حالة وفاة. وقع عمدة موسكو سيرجي سوبيانين أمرًا يقضي على السكان الذين يعانون من أعراض تنفسية حادة أن يعزلوا أنفسهم في المنزل.
في 22 أبريل، أُكِّدت 5236 حالة جديدة، وبذلك بلغ العدد الاجمالي 57999 حالة. ارتفعت حصيلة الوفيات المؤكدة إلى 513. في ذلك اليوم، صرّحت وزارة الاتصالات إن منصة إصدار تصاريح الدخول الرقمية ستدخل حيّز التنفيذ ضمن 21 كيان فيدرالي بعد تقدمهم بطلب بشأنها.
في 23 أبريل، أُكِّدت 4774 حالة جديدة، وبذلك بلغ العدد الاجمالي 62773 حالة. ارتفعت الوفيات المؤكدة إلى 555 حالة. أعلنت وزارة الداخلية أن الرعايا الأجانب لن يتم ترحيلهم ولن تُلغى وثائقهم في ظل الجائحة.
في 24 أبريل، أُكِّدت 5849 حالة جديدة، وبذلك بلغ العدد الاجمالي 68622 حالة. ارتفعت حصيلة الوفيات المؤكدة إلى 615. في ذلك اليوم، صرّحت نائبة عمدة موسكو للتنمية الاجتماعية أناستازيا راكوفا إن أكثر من 40% من النظام الصحي في المدينة يُستخدم لمكافحة الفيروس. وقالت عمدة المدينة أيضًا أنها طلبت من وزارة الصحة ووزارة التعليم إعداد وإرسال طلاب الطب للمساعدة في علاج المرضى. في ذلك اليوم، صرّح حاكم كالينينغراد أوبلاست، أنطون أليخانوف، إن المنطقة سوف تخفف من قيود الإغلاق التام بدءًا من 29 أبريل. من المقرر إعادة فتح المتاجر غير الغذائية في ذلك اليوم، والمحلات الأخرى مثل الصالونات ومحلات تصفيف الشعر في 4 مايو، مع التزام جميع السكان بممارسة التباعد الاجتماعي وارتداء أقنعة الوجه. وعوضًا ن ذلك، مُدِّدت فيما بعد فترة الإغلاق التام إلى 12 مايو.
في 25 أبريل، أُكِّدت 5966 حالة جديدة، وبذلك يصل العدد الإجمالي إلى 74588. ارتفعت حصيلة الوفيات المؤكدة إلى 681. في ذلك اليوم، أفادت التقارير بأن الأطباء عملوا على نشر وتحديث قائمة عامة بالزملاء الذين ماتوا بسبب الفيروس، ويقول أحد الأطباء إن ذلك كان بسبب عدم الثقة في الإحصاءات الرسمية، وقد ضمّت القائمة أكثر من 60 اسمًا في اليوم التالي. ورد في ذلك اليوم أيضًا ثبوت إصابة نائبين من الحزب الشيوعي، ليونيد كالاشنيكوف وديمتري نوفيكوف، مع تلقيهما العلاج في المستشفى. ويعتبرا أول من أُصيب من أعضاء مجلس الدوما.
في 26 أبريل أُكِّدت 6361 حالة جديدة ليصل العدد الإجمالي للحالات إلى 80,949. ارتفع عدد الوفيات المؤكدة إلى 747 حالة. في ذلك اليوم، صرَّحت وزارة الدفاع عن ثبوت إصابة 874 جندي حتى الآن.
في 27 أبريل، أُكِّدت 6198 حالة جديدة ليصل العدد الإجمالي للحالات إلى 87,147. ارتفع عدد الوفيات المؤكدة إلى 794 حالة. صرَّح حاكم نيجني نوفغورود أوبلاست، غليب نيكيتين، عن حظر الدخول إلى المنطقة دون تصريح طارئ أو دليل على الإقامة هناك.
في 28 أبريل، أُكِّدت 6422 حالة جديدة ليصل العدد الإجمالي للحالات إلى 93,558. ارتفع عدد الوفيات المؤكدة إلى 867 حالة. في ذلك اليوم، مدَّد الرئيس بوتين الفترة الوطنية لاستراحة العمل من 30 أبريل حتى 11 مايو. في موسكو، أُفيد بأن فترة الإغلاق التام قد مُددت حتى 13 مايو. أعلنت دائرة السجون الاتحادية الروسية ثبوت إصابة 271 عاملًا و40 سجينًا بالفيروس على مستوى البلاد. أصدر رئيس الوزراء ميخائيل ميشوستين تعليماته إلى الهيئة الاتحادية لمراقبة حماية حقوق المستهلك وحقوق الإنسان بصياغة إستراتيجية بحلول 29 أبريل لتخفيف قيود الحجر الصحي.
في 29 أبريل، أُكِّدت 5841 حالة جديدة ليصل العدد الإجمالي للحالات إلى 99,399. في وقت مبكر من ذلك اليوم، صرَّح عمدة موسكو سيرجي سوبيانين على وسائل التواصل الاجتماعي بأن المدينة ستبدأ بناء مستشفيات مؤقتة تتضمن ما مجموعه 10 آلاف سرير خاص بمرضى فيروس كورونا. مدَّدت روسيا حظر دخول الأجانب إلى أجل غير مسمى، والذي كان قد حُدِّد مسبقًا حتى 1 مايو، إذ صرَّح رئيس الوزراء ميشوستين أن الحظر سوف يُرفع عندما يتحسن الوضع جراء فيروس كورونا.
في 30 أبريل، أُكِّدت 7,099حالة جديدة ليصل العدد الإجمالي للحالات إلى 106,498.  في ذلك اليوم، أعلن رئيس الوزراء ميشوستين عن ثبوت إصابته بالفيروس. وقد وقَّع الرئيس بوتين نتيجة لذلك على أمر تنفيذي بتعيين النائب الأول لرئيس الوزراء أندري كليباتش ليكون القائم بأعمال الحكومة حتى شفاء ميشوستين. صرَّح أندري فوروبيوف حاكم موسكو، أنه سوف يُطلَب من السكان قريبًا ارتداء أقنعة الوجه في المناطق العامة. في اليوم ذاته، صرَّح الحرس الوطني بثبوت إصابة 339 عضو. صرَّح عمدة موسكو، سوبيانين، ثبوت شفاء نصف مرضى فيروس كورونا الحرجين في المدينة.

### مايو 2020
في 1 مايو، وردت 7,933 حالة جديدة، ما رفع إجمالي الحالات إلى 114,431. ارتفع إجمالي الوفيات إلى 1,169. صرحت رئيسة روسبوتريبنادزر، آنا بوبوفا، عن إمكانية تشديد القيود بعد عطلات مايو في خال عدم التزام السكان بالقواعد الحالية. في وقت سابق، أفادت بإمكانية بدء إنهاء مراحل من القيود بعد العطل في حال التزام السكان بالقواعد بشكل كامل. وردت أيضًا إحالة كل من وزير البناء والإسكان والمرافق، فلاديمير ياكوشيف، ونائبه دميتري فولكوف إلى المشفى بعد تأكيد نتيجتهما الإيجابية للفيروس.
في 2 مايو، وردت 9,623 حالة جديدة، ما رفع إجمالي الحالات إلى 124,054. ارتفع إجمالي الوفيات إلى 1,222. صرح عمدة موسكو سرغي سوبيانين بوصول نسبة السكان المصابين بفيروس كورونا في موسكو إلى 2% (ما يقارب 250,000) وفقًا للاختبارات، مفيدًا بأنهم لم يبلغوا الذروة بعد. أغلقت السلطات المحلية معظم متاجر ليروي ميرلن لتحسين المنازل والبستنة التي يقع مقرها في فرنسا جراء وجود حشود من الأشخاص في المتاجر رغم طلب السلطات العزل الذاتي. خضع أيضًا في ذلك اليوم أكثر من 10,000 عامل في حقل نفط تشاياندا في ياقوتيا لاختبار فيروس كورونا، وكانت نتيجة أكثر من 3,000 منهم إيجابية.
في 3 مايو، وردت 10,633 حالة جديدة، ما رفع إجمالي الحالات إلى 134,687. ارتفع إجمالي الوفيات إلى 1,280. في ذلك اليوم، صرح الحرس الوطني باستخدام بعض وحداته طائرات بدون طيار وهيلوكوبتر من أجل فرض قواعد العزل الذاتي والتباعد الاجتماعي في موسكو وموسكو أوبلاست خلال عطلات مايو، وذلك عبر إرسال معلومات الانتهاكات إلى منفذي القانون على الأرض. ورد أيضًا رفع الحكومة الحظر على استيراد الأقنعة الوجهية الطبية وأجهزة التنفس الصناعية، وأفاد وزير التجارة والصناعة دينيس مانتوروف بعدم وجود نقص في الأقنعة والمنتجات الصحية في الصيدليات.
في 4 مايو، وردت 10,581 حالة جديدة، ما رفع إجمالي الحالات إلى 145,268. ارتفع إجمالي الوفيات إلى 1,356. وردت إصابة المتحدث باسم برلمان لينينغراد أوبلاست، سرغي بيبينين، بالفيروس. صرح المتحدث باسم الكرملين دميتري بيسكوف باستلام الرئيس بوتين خلال اجتماع في 6 مايو قائمة بالتوصيات المتعلقة بإزالة القيود. في نفس اليوم، أفادت وسائل الإعلام الروسية والأجنبية بقيام المحاربة القديمة في الحرب العالمية الثانية (أو الحرب الوطنية العظمى) البالغة من العمر 98 عام، زينايدا كورنيفا، بجمع مبلغ يصل إلى أكثر من 1.5 مليون روبل بحلول ذلك اليوم من أجل مساعدة الأطباء الروس المتأثرين بالجائحة وعائلاتهم. إذ اكتشفت مبادرة توم مور (أو «الكابتن توم») في المملكة المتحدة، وأرسلت له رسالة فيديو على يوتيوب في 30 أبريل معلنةً عن مبادرة جمع الأموال الخاصة بها. مع مساعدة من ابنتها، بدأت في تسجيل فيديوهات يومية لقصصها خلال الحرب. أفادت ميدوزا بمحاولة عائلتها مع صحفيين بريطانيين تنظيم مكالمة صوتية بين كورنيفا ومور.
في 5 مايو، وردت 10,102 حالة جديدة، ما رفع إجمالي الحالات إلى 155,370. ارتفع إجمالي الوفيات إلى 1,451. صرح اتحاد الصحفيين الروس بموت 55 صحفي حول العالم و 3 صحفيين روس من فيروس كورونا إلى جانب إصابة 100 آخرين.
في 6 مايو، وردت 10,559 حالة جديدة، ما رفع إجمالي الحالات إلى 165,929. ارتفع إجمالي الوفيات إلى 1,537. وردت أيضًا في ذلك اليوم إصابة وزيرة الثقافة أولغا ليبيموفا بالفيروس. وأصبحت ثالث عضو مصاب في الكابنت. أيضًا في ذلك اليوم، أفاد مكتب المدعي العام في بيان له بطلبه من روسبوتريبنادزر منع الوصول إلى مقاطع الفيديو والمواد التي تدعي صنع الإنسان للفيروس. وصرح أنه «لم تؤكد منظمة الصحة العالمية ولا الحكومة الروسية وغيرها من السلطات الرسمية معلومات حول الإنشاء الصناعي لفيروس كورونا» ورفض إعلانات الأدوية التي تزعم علاج فيروس كورونا. صرح فريق عمل فيروس كورونا في موسكو بدوره بوصول عدد الاختبارات في المدينة إلى 1 مليون. ورد أيضًا أن مئات الآلاف من اختبارات الأجسام المضادة السريعة التي اشترتها سلطات موسكو كانت صينية الصنع وليست هولندية كما رُوج لها، بالإضافة إلى انخفاض دقتها مقارنة بما ادُعي.
في 7 مايو، وردت 11,231 حالة جديدة، ما رفع إجمالي الحالات إلى 177,160. ارتفع إجمالي الوفيات إلى 1,625.
في 8 مايو، وردت 10,699 حالة جديدة، ما رفع إجمالي الحالات إلى 187,859. ارتفع إجمالي الوفيات إلى 1,723. صرحت رئيسة روسبوتريبنادزر، آنا بوبوفا، بإمكانية استمرار الإغلاق التام حتى تطوير لقاح أو انتهاء الجائحة.
في 9 مايو، وردت 10,817 حالة جديدة، ما رفع إجمالي الحالات إلى 198,678. ارتفع إجمالي الوفيات إلى 1,827. مددت مدينة سانت بطرسبرغ بدورها فترة الإغلاق التام حتى 31 مايو وفرضت على سكانها ارتداء الأقنعة الوجهية اعتبارًا من 12 مايو. أيضًا في ذلك اليوم، اندلع حريق في مشفى موسكو الذي يعالج مرضى فيروس كورونا، ما أدى إلى إخلائه وضحية واحدة. بالإضافة إلى تأجيل موكب يوم النصر في موسكو 2020، قُلصت الاحتفالات بالذكرى 75 لاستسلام ألمانيا النازية. أُقيم عرض جوي في موسكو عوضًا عن ذلك ووضع الرئيس بوتين الزهور على الشعلة الأبدية خارج الكرملين. ناشدت السلطات المواطنين أيضًا على البقاء في منازلهم بدلًا من ذلك. في 10 مايو، وردت 11,012 حالة جديدة، ما رفع إجمالي الحالات إلى 209,688. ارتفع إجمالي الوفيات إلى 1,915. صرحت ممثلة منظمة الصحة العالمية في روسيا، ميليتا فوجنوفيك، في ذلك اليوم عن إمكانية وصول روسيا إلى ذروة الفيروس. أفاد الاتحاد الروسي لكرة القدم بتوقعه استئناف الدوري الروسي الممتاز في 21 أو 27 يونيو، مع وجود احتمال كبير لاستئنافه.
في 11 مايو، وردت 11,656 حالة جديدة، ما رفع إجمالي الحالات إلى 221,344. ارتفع إجمالي الوفيات إلى 2,009. في ذلك اليوم، أعلن الرئيس بوتين عن انتهاء فترة عدم العمل الوطنية في 12 مايو. أعلن أيضًا عن إجراءات دعم إضافية بما في ذلك مكافآت للأطباء، وإعانات للشركات ومدفوعات للعائلات التي تملك أطفال. صرح أيضًا بإمكانية اختيار قادة المناطق إبقاء القيود. أظهرت البيانات الأولية الصادرة عن مكتب السجل المدني في موسكو تسجيل نسبة وفيات أكبر في أبريل بما يقارب 20% بالمقارنة مع متوسط العقد الماضي. إذ سُجلت 11,846 حالة وفاة بالمقارنة مع متوسط 9,866. أبلغ موقع الاستقصاء بروكت عن إصابة 300 شخص على الأقل، بمن فيهم طلاب وضباط، بعد مشاركتهم في بروفات موكب يوم النصر. في ذلك اليوم أيضًا، أفادت البيانات الرسمية بانخفاض معدل تكاثر الفيروس في موسكو من 1.02 في اليوم السابق إلى 0.96 بينما وصل في جميع أنحاء روسيا إلى 1.04.
في 12 مايو، وردت 10,899 حالة جديدة، ما رفع إجمالي الحالات إلى 232,243. ارتفع إجمالي الوفيات إلى 2,116. في ذلك اليوم، أكد المتحدث باسم الكرملين دميتري بيسكوف إصابته بفيروس كورونا. وأفاد بلقائه الرئيس بوتين شخصيًا لآخر مرة منذ شهر مضى. أيضًا، وفقًا لصحيفة كومرسانت، تواجه الصيدليات في روسيا نقصًا في مقاييس درجة الحرارة. في نفس اليوم، اندلع حريق في مشفى سانت جورجي في سانت بيترسبرغ حيث يخضع مرضى فيروس كورونا للعلاج. سبب الحريق قصر في دائرة الجهاز الصناعي. توفي 5 مرضى موصولين بأجهزة التنفس الصناعي من مرضى فيروس كورونا. ورد أن جهاز التنفس الصناعي الذي سبب الحريق مصنع في نفس الشركة المصنعة لجهاز التنفس الصناعي الذي سبب الحريق في مشفى موسكو وأسفر عن موت شخص واحد منذ 3 أيام مضت.
في 13 مايو، وردت 10,028 حالة جديدة، ما رفع إجمالي الحالات إلى 242,271. ارتفع إجمالي الوفيات إلى 2,212. في ذلك اليوم، صرح حاكم سانت بيترسبرغ أليكساندر بيغلوف بإصابة 1,465 عامل طبي بالفيروس منذ بدء الجائحة. أكدت نائبة مجلس الدوما أوكسانا بوشكينا إصابتها بالفيروس. في ذلك اليوم أيضًا، أعلنت الوكالة الطبية الحيوية الفيدرالية عن تعافي أكبر مريضة بفيروس كورونا في روسيا، بيلاغيا بوياركوفا البالغة 100 عام. دحضت وزارة الصحة الروسية التقارير الإعلامية القائلة إن حكومة موسكو تصرح بعدد وفيات أقل من الحقيقة، مفيدةً بنشرها لبيانات الوفيات بشكل علني. صرحت أيضًا بوجود أسباب وفاة غير متعلقة بالفيروس لدى أكثر من 60% من وفيات المصابين بالفيروس، إذ لا تُحسب مع وفيات كوفيد-19. ورد أيضًا استئناف الخطوط الجوية منخفضة الكلفة بوبيدا رحلات الطيران المحلية الخاصة بها في 1 يونيو. علق المنظمون الروس استخدام أجهزة التنفس الصناعية أفينتا-إم المسببة لحريقين في المشافي – إذ أسفر أحدهما عن قتل 5 أشخاص في سانت بيترسبرغ وقتل الآخر شخصًا في موسكو. أُرسلت أجهزة التنفس الصناعي من نفس النموذج إلى الولايات المتحدة، وأفادت وكالة إدارة الطوارئ الفيدرالية الأمريكية (إف إي إم إيه) بعدم نشر أجهزة التنفس الصناعية وإعادة الولايات أجهزة التنفس الصناعي إليها. صرحت وزارة الصحة أيضًا في ذلك اليوم أن رفع السن القانوني لشرب الكحول من 18 إلى 21 أمر ضروري بسبب ارتفاع الوفيات المتعلقة بالكحول خلال الجائحة في روسيا – حدث عدد من المحاولات في السنين الماضية لرفع السن القانوني لمعاقرة الكحول.
في 14 مايو، وردت 9,974 حالة جديدة، ما رفع إجمالي الحالات إلى 252,245. ارتفع إجمالي الوفيات إلى 2,305. في نفس اليوم، صرح الرئيس بوتين بإصابة وزير التعليم والعلوم فاليري فالكوف بالفيروس. أفادت وكالة تاس الإخبارية بهبوط معدل تكاثر الفيروس في روسيا إلى أقل من 1 لأول مرة، وذلك من 1.01 في اليوم السابق إلى 0.97. في موسكو، انخفض من 0.91 في اليوم السابق إلى 0.88.
في 15 مايو، وردت 10,598 حالة جديدة، ما رفع إجمالي الحالات إلى 262,843. ارتفع إجمالي الوفيات إلى 2,418. أعلن الاتحاد الروسي لكرة القدم استئناف الدوري الروسي الممتاز في 21 يونيو، مع إقامة المباريات بدون جمهور. إذ عُلقت منذ 17 مارس. أعلنت ياندكس أيضًا عن انتهاء برنامج اختبار فيروس كورونا الخاص بها. إذ خضع 20,000 شخص للاختبار المجاني منذ بدء البرنامج في 20 أبريل. وصرحت بإمكانية الخضوع للاختبارات الجماعية الآن دون مساعدتها، كنتيجة لذلك، ستصب تركيزها على مبادرات أخرى مثل دعم الأطباء والأخصائيين الاجتماعيين والجمعيات الخيرية.
في 16 مايو، وردت 9,200 حالة جديدة، ما رفع إجمالي الحالات إلى 272,043. ارتفع إجمالي الوفيات إلى 2,537.
في 17 مايو، وردت 9,709 حالة جديدة، ما رفع إجمالي الحالات إلى 281,752. ارتفع إجمالي الوفيات إلى 2,631. صرح وزير الخارجية الأمريكي مايك بومبيو في ذلك اليوم أن المساعدات الأمريكية، بما في ذلك معدات الاختبار وأجهزة التنفس الصناعي، «في طريقها» إلى روسيا. أفادت تقارير بوجود خطط لإرسال 200 جهاز تنفس صناعي أمريكي الصنع إلى روسيا في الأسبوع القادم. ورد أيضًا مطالبة رئيس الشيشان، رمضان قديروف، بطرد الطاقم الطبي الذي اشتكى من نقص معدات الحماية الشخصية بالإضافة إلى عامل آخر إذ أبلغ بالخطأ عن وفاة زميله. صرح وزير الصحة في داغستان، جمال الدين جادجيبراجيموف، في ذلك اليوم أيضًا بوفاة 40 عامل صحي منذ بدء التفشي، بينما أفادت الإحصاءات الرسمية بوفاة 27 شخص في المنطقة. أشار أيضًا إلى وفاة 657 مريض جراء ذات الرئة المكتسب من المجتمع، مع ظهور أعراض كوفيد-19 لكن دون نتائج اختبار إيجابية. أفاد وزير الصحة في داغستان أيضًا بإصابة 13,697 شخص بالفيروس أو ذات الرئة المكتسب من المجتمع. وصرحت وزارة الصحة لاحقًا عن وجود أمراض أخرى مسببة لوفيات الأطباء. في ذلك اليوم أيضًا، صرحت رئيسة روسبوتريبنادزر، آنا بوبوفا، بدورها عن بدء استقرار وضع الفيروس في روسيا.
في 18 مايو، وردت 8,926 حالة جديدة، ما رفع إجمالي الحالات إلى 290,678. ارتفع إجمالي الوفيات إلى 2,722. في ذلك اليوم، أشار الرئيس بوتين إلى الوضع «الصعب» في داغستان، إذ وصفه المسؤولون المحليون بأنه «كارثي» - وصف رجل الدين الأعلى في المنطقة، أحمد أفندي عبداللايف، الوضع بالرهيب؛ وناشد الكرملين لتقديم العون. أفادت قناة روسيا 24 الحكومية بموافقة 3% من العائلات على تشريح الجثة، ما قد يشوه الإحصائيات. ناشد لاعب الفنون القتالية المختلطة المحترف حبيب نورمحمدوف سكان جمهوريته الأم، داغستان، للالتزام بتعليمات الأطباء والاحتفال بعيد أورازا-بيرم في المنزل. أكد أيضًا إصابة والده بالفيروس وأن حالته حرجة. صرح رئيس الوزراء ميشوستين في ذلك اليوم باستعداد 27 منطقة لتخفيف القيود. صرح وزير الصحة الروسي، ميخائيل موراشكو، بدوره عن بدء التخطيط لإجراء تجارب سريرية للقاح خلال شهر. وأفاد بأن «روسيا تصنع أكثر من 20 نظام اختبار. وتطور أدوية دورة كاملة مهيأة للاستخدام السريري. يجري عمل جاد في تطوير لقاحات من أجل التمنيع الوقائي ضد المرض. من المقرر بدء التجارب السريرية خلال شهر». أعادت ساراتوف أوبلاست الحظر على المشي والنشاطات الخارجية بعد أسبوع من تخفيف القيود جراء ازدياد عدد الحالات.
في 19 مايو، وردت 9,273 حالة جديدة، ما رفع إجمالي الحالات إلى 299,941. ارتفع إجمالي الوفيات إلى 2,837. استأنف رئيس الوزراء ميشوستين مهامه الرسمية بعد إعلان إصابته بالفيروس في 30 أبريل.
في 20 مايو، وردت 8,764 حالة جديدة، ما رفع إجمالي الحالات إلى 308,705. ارتفع إجمالي الوفيات إلى 2,972. صرح عمدة موسكو سوبيانين أنه من المتوقع ارتفاع عدد الوفيات بشكل كبير مقارنةً مع أبريل.
في 21 مايو، وردت 8,849 حالة جديدة، ما رفع إجمالي الحالات إلى 317,554. ارتفع إجمالي الوفيات إلى 3,099. في ذلك اليوم، أفادت وكالة إنترفاكس الإخبارية بأن رئيس الشيشان رمضان قديروف مصاب بالفيروس ويخضع لرقابة الأطباء في موسكو. حللت وكالة أسوشيتد برس الإخبارية الأمريكية البيانات الرسمية والتقارير الحديثة في أكثر من 70 منطقة مختلفة، إذ أظهرت ما لا يقل عن 9,479 إصابة و70 وفاة لدى العاملين الطبيين في الشهر الأخير. وفقًا لعدد الوفيات، احتل العاملون الطبيون المركز الأعلى في قائمة ضمت أكثر من 250 اسم. أبلغت وكالة الأخبار أيضًا عن شكاوى العاملين الطبيين من نقص معدات الحماية، التي أصر المسؤولون على أنها حالات متفرقة وانتشارها ليس واسعًا. صرح عمدة موسكو، سوبيانين، بدوره عن إعادة افتتاح خدمات التسجيل العام في المدينة واستئناف مشاركة السيارات في 25 مايو، مع بقاء جميع القيود الأخرى.
في 22 مايو، وردت 8,894 حالة جديدة، ما رفع إجمالي الحالات إلى 326,448. ارتفع إجمالي الوفيات إلى 3,249. صرح الرئيس بوتين عبر الفيديو في مؤتمر متلفز مع مسؤولي الحكومة وخبراء الصحة ببدء استقرار التفشي، إلا أنه حذر من إمكانية حدوث موجة تفشي أخرى لاحقًا خلال خريف هذه السنة مضيفًا وجوب اتخاذ الاستعدادات اللازمة. وردت أيضًا مواجهة منتهكي نظام العزل الذاتي في منطقة موسكو ما يصل إلى 100 ساعة من الخدمة المجتمعية في المشافي كعقوبة. ورد أيضًا نجاح اختبارات لقاح الفيروس على البشر في مركز غاماليا لعلوم الأوبئة والأحياء الدقيقة.
في 23 مايو، وردت 9,434 حالة جديدة، ما رفع إجمالي الحالات إلى 335,882. ارتفع إجمالي الوفيات إلى 3,388. أبلغ مركز غاماليا لعلوم الأوبئة والأحياء الدقيقة عن توقعه بدء الاختبار السريري للقاح فيروس كورونا في أوائل يونيو. أفادت وزارة الدفاع بدورها بإصابة 1,457 جندي بالفيروس، مع حالات شفاء بلغت 1,204 جندي، و1,542 طالب عسكري، و308 طالب من طلاب ما قبل الجامعة و178 مدني. ولم تظهر الأعراض على معظم المصابين.
في 24 مايو، وردت 8,599 حالة جديدة، ما رفع إجمالي الحالات إلى 344,481. ارتفع إجمالي الوفيات إلى 3,541.
في 25 مايو، وردت 8,946 حالة جديدة، ما رفع إجمالي الحالات إلى 353,427. ارتفع إجمالي الوفيات إلى 3,633. نصح رئيس الوزراء ميشوستين المواطنين بعدم التخطيط لعطلات في الخارج، مفيدًا أنه من المهم الحد من خطر إعادة استيراد الحالات. أفادت دائرة السجون الفيدرالية بإصابة 980 عامل و238 سجين بالفيروس. صرحت وزارة الدفاع بإصابة 1,522 جندي بالفيروس وتعافي 1,340 منهم.
في 26 مايو، وردت 8,915 حالة جديدة، ما رفع إجمالي الحالات إلى 362,342. ارتفع إجمالي الوفيات إلى 3,807. أعلن الرئيس بوتين عن لإقامة موكب يوم النصر 2020 في 24 يونيو، تزامنًا مع موكب يوم نصر موسكو 1945. صرح مركز فيكتور بتخطيطه بدء التجارب السريرية للقاح فيروس كورونا الذي طوره في أواخر يونيو. صرحت السفارة البريطانية في موسكو عن دعوة رئيس الوزراء البريطاني بوريس جونسون الرئيس بوتين إلى القمة العالمية الافتراضية للقاح 2020 التي تعقدها الحكومة البريطانية في 4 يونيو.
في 27 مايو، وردت 8,338 حالة جديدة، ما رفع إجمالي الحالات إلى 370,680. ارتفع إجمالي الوفيات إلى 3,968. أعلن عمدة موسكو، سوبيانين، عن رفع عدد من القيود في 1 يونيو. يُسمح بإعادة فتح متاجر المواد غير الغذائية إلى جانب عدد من شركات قطاع الخدمات التي لا تستلزم اتصالًا طويلًا بين الأشخاص. صرح أيضًا بقدرة السكان على الخروج في نزهات والقيام بالرياضة، وبإعادة فتح الحدائق والمناطق الخضراء باستثناء حديقة زاريادي. تبقى مناطق الجذب في الحدائق، والأراضي الرياضية والملاعب مغلقة. مع ذلك، سيُطبق نظام جدول من أجل منع الجميع من الخروج مرة واحدة. تُتاح خدمة تأجير الدراجات للجميع وتبدأ المشافي في العودة تدريجيًا نحو توفير الرعاية الطبية الروتينية المنتظمة. صرحت روسبوتريبنادزر باستعداد موسكو لرفع القيود. صرح رئيس الشيشان، رمضان قديروف، في ذلك اليوم أن صحته جيدة بعد اشتباه التقارير الإعلامية في إصابته بفيروس كورونا. صرحت وزارة الصحة بدورها بتوقفها عن احتساب الحالات عديمة الأعراض.
في 28 مايو، وردت 8,371 حالة جديدة، ما رفع إجمالي الحالات إلى 379,051. ارتفع إجمالي الوفيات إلى 4,142. صرحت دائرة الصحة في موسكو بمراجعتها عدد الوفيات الناجمة عن فيروس كورونا في المدينة عبر استخدام منهجية جديدة. بلغ إجمالي الوفيات في البداية 636 في أبريل، ومع ذلك، صرحت في بيان لها بوصول عدد الوفيات بعد المراجعة إلى 1,561، بما في ذلك 756 شخص مشخص بالفيروس لكن حُدد حدوث وفاتهم لأسباب أخرى و169 شخص سلبي لكن تُشتبه إصابتهم بالفيروس. وأفادت باشتمال هذه المنهجية على «الحالات المشكوك فيها والجدلية حتى»، ومع ذلك، بقي معدل الوفيات الناجمة عن الفيروس في المدينة أقل بكثير بالمقارنة مع مدن أخرى مثل لندن ونيويورك. لم تُستخدم المنهجية الجيدة حتى الآن في مراجعة إجمالي الوفيات الرسمي للمدينة أو الدولة بأكملها. في ذلك اليوم أيضًا، صرح عمدة موسكو سوبيانين ببقاء القيود حتى تطوير اللقاح.
في 29 مايو، وردت 8,572 حالة جديدة، ما رفع إجمالي الحالات إلى 387,623. ارتفع إجمالي الوفيات إلى 4,374. أضاف رئيس الوزراء ميشوستين في ذلك اليوم قطاع الإعلام إلى قائمة الصناعات المؤهلة للدعم الحكومي، الذي يشمل تأجيل دفع الضرائب، والقروض بدون فوائد، ومدفوعات الإيجار، والقروض الميسرة، وإيقاف الإفلاس، والمنح وغيرها.
في 30 مايو، وردت 8,952 حالة جديدة، ما رفع إجمالي الحالات إلى 396,575. ارتفع إجمالي الوفيات إلى 4,555. صرح وزير الصحة ميخائيل موراشكو ببدء إجراء اختبارات اللقاح والتخطيط لبدء التجارب السريرية خلال الأسبوعين المقبلين. وصرح أيضًا بانتهاء اختيار المتطوعين للمشاركة في التجارب. أفاد صندوق الاستثمار المباشر الروسي بموافقة وزارة الصحة على أفيفافير كعلاج لفيروس كورونا. أفادت أيضًا بالفعالية العالية للدواء في معالجة المرضى في المرحلة الأولى من التجارب السريرية.
في 31 مايو، وردت 9,268 حالة جديدة، ما رفع إجمالي الحالات إلى 405,842. ارتفع إجمالي الوفيات إلى 4,693.

### يوليو 2020
في 1 يوليو، سُجِّلَت 6556 حالة جديدة ليصل العدد الإجمالي إلى 654405 حالة وعدد الوفيات إلى 9536 حالة. قالت ميليتا فوجنوفيتش، ممثلة منظمة الصحة العالمية في روسيا، إن البلاد اتخذت مسارًا جيدًا في الأسابيع الأخيرة، مما أدى إلى انخفاض أعداد المصابين. وقالت إن نظام التصويت على التعديلات الدستورية في ذلك اليوم كان مدروسًا جيدًا من قبل السلطات.
في 2 يوليو، سُجِّلَت 6760 حالة جديدة ليصل العدد الإجمالي إلى 661165 حالة إصابة وعدد الوفيات إلى 9683 حالة وفاة. في موسكو، كان عدد الإصابات الجديدة في اليوم هو 611 -وهو أدنى مستوى منذ 6 أبريل.
في 3 يوليو، سُجِّلَت 6718 حالة جديدة ليصل العدد الإجمالي إلى 667883 حالة وعدد الوفيات إلى 9859 حالة وفاة.
في 4 يوليو، سُجِّلَت 6632 حالة جديدة ليصل العدد الإجمالي إلى 674515 حالة إصابة وعدد الوفيات إلى 10027. سرى خبر يدعي إمكانية افتتاح دور السينما في موسكو في 1 أغسطس، ولكن لم يكن هذا قرارًا نهائيًا؛ إذ جاء ذلك على لسان رئيس الرابطة الروسية لمالكي المسرح، أوليغ بيريزين. في السابق، قدر البعض تاريخ 15 يوليو موعدًا لذلك. نشر موقع روسبوتربنادزور القواعد الصحية للمدارس ورياض الأطفال والمخيمات حتى نهاية عام 2020.
في 5 يوليو، سُجِّلَت 6736 حالة جديدة ليصل العدد الإجمالي إلى 681251 حالة صابة، وعدد الوفيات إلى 10161 حالة وفاة. خصصت الحكومة نحو 7.5 مليار روبل كمدفوعات للعاملين الصحيين الذين يعالجون مرضى فيروس كورونا. وعدت وكالة السياحة الفيدرالية بتقديم إعانات للفنادق الصغيرة لشراء معدات الحماية الشخصية.
في 6 يوليو، سُجِّلَت 6611 حالة جديدة ليصل العدد الإجمالي إلى 687862 حالة إصابة وعدد الوفيات إلى 10296 حالة وفاة. سرى خبر يدعي إلغاء المستشفيات المؤقتة في باتريوت بارك وكروكس في محافظة موسكو بسبب الانخفاض الكبير في الإصابات الجديدة. نفى حاكم محافظة مورمانسك -أندريه شيبيس- وجود خطط لحظر دخول المنطقة، ووصفها بالأخبار المزيفة.
في 7 يوليو، سُجِّلَت 6368 حالة جديدة ليصل العدد الإجمالي إلى 694230 حالة إصابة وعدد الوفيات إلى 10494 حالة وفاة. قالت وزارة الاتصالات إن نظام تعقب المصابين لن يتضمن معالجة البيانات الشخصية.
في 8 يوليو، سُجِّلَت 6562 حالة جديدة ليصل العدد الإجمالي إلى 700792 حالة إصابة وعدد الوفيات إلى 10667 حالة وفاة. وقع حاكم أوبلاست موسكو -أندريه فوروبيوف- على مرسوم يخفف من بعض القيود في المنطقة؛ بما في ذلك إعادة افتتاح المطاعم والمقاهي والحانات ومؤسسات تقديم الطعام الأخرى اعتبارًا من 25 يوليو، بالإضافة إلى افتتاح عدد من الأماكن الأخرى اعتبارًا من 15 يوليو. أعلن الممثل الرئيس للتعاون الثقافي الدولي -ميخائيل شفيدكوي- عن إعادة افتتاح المسارح في موسكو اعتبارًا من 1 أغسطس مع تقليل عدد المشاهدين بنسبة 50 %.
في 9 يوليو، سُجِّلَت 6509 حالة جديدة ليصل العدد الإجمالي إلى 707301 حالة إصابة وعدد الوفيات إلى 10843. بدأت سلطات موسكو بتخفيف بعض القيود كالسماح بإعادة فتح دور السينما وإنشاء الحفلات الموسيقية اعتبارًا من 1 أغسطس شريطة أن تفي بمتطلبات معينة، وأعلنت عن إمكانية إعادة فتح مناطق الجذب السياحي وعن إزالة القيود المفروضة على الأماكن العامة كالحدائق والمراكز الثقافية اعتبارًا من 13 يوليو. في كراسنويارسك كراي، مددت السلطات القيود المفروضة على الشركات والمنظمات حتى 9 أغسطس.
في 10 يوليو، سُجِّلَت 6635 حالة جديدة ليصل العدد الإجمالي إلى 713936 حالة إصابة وعدد الوفيات إلى 11017 حالة وفاة. نشرت روستات بيانات تقول وتفترض أن كوفيد 19 كان السبب الرئيسي لوفاة 7444 شخص في مايو بالإضافة إلى وفاة 5008 شخص آخر عانوا من كوفيد 19، ولكن نُسِبَت وفاتهم لأمراض أخرى. بلغ عدد الوفيات الذي أبلغ عنه مركز أزمة فيروس كورونا لشهر مايو 3633 حالة. قالت تاتيانا جوليكوفا إنه اعتبارًا من 15 يوليو، ستبدأ السلطات تدريجيًا في رفع القيود المفروضة على الرحلات الجوية إلى الخارج وستبدأ المفاوضات لاستئناف الرحلات الجوية الدولية.
في 11 يوليو، سُجِّلَت 6611 حالة جديدة ليصل العدد الإجمالي إلى 720547 حالة إصابة وعدد الوفيات إلى 11205. أعلنت رئيسة روسبوتربنادزور -آنا بوبوفا- عن البدء بتطوير لقاح جديد خاص بالأطفال.
في 12 يوليو، سُجِّلَت 6615 حالة جديدة ليصل العدد الإجمالي إلى 727162 حالة إصابة وعدد الوفيات إلى 11335. أفادت التقارير أن جامعة سيتشينوف أكملت اختبار لقاح طوره مركز غاماليا على متطوعين وأن العلماء أكدوا سلامته.
في 13 يوليو، سُجِّلَت 6537 حالة جديدة ليصل العدد الإجمالي إلى 733699 حالة إصابة وعدد الوفيات إلى 11439. في موسكو، بدأت مرحلة جديدة من رفع القيود؛ إذ سُمح للجامعات والكليات والمدارس بالعودة إلى وضعها الطبيعي ولم يعد استخدام أقنعة الوجه والقفازات في الهواء الطلق مطلوبًا إلا في وسائل النقل العام والمتاجر والأماكن المزدحمة، مع استمرار متطلبات التباعد الاجتماعي. كذلك، رفعت وزارة الثقافة الحظر عن دور السينما، مع ترك خيار الافتتاح للسلطات الإقليمية، وأفادت وزارة الدفاع بعدم إصابة أي مشارك في موكب يوم النصر في موسكو.
في 14 يوليو، سُجِّلَت 6248 حالة جديدة ليصل العدد الإجمالي إلى 739947 حالة إصابة وعدد الوفيات إلى 11614. قال صندوق الاستثمار المباشر الروسي إن روسيا وشركائها الدوليين سينتجون أكثر من 200 مليون جرعة من اللقاح بحلول نهاية عام 2020. وفي هذا التاريخ، أعلن رئيس الحكومة البيلاروسية عن استئناف روابط النقل مع روسيا في الأيام المقبلة.
في 15 يوليو، سُجِّلَت 6422 حالة جديدة ليصل العدد الإجمالي إلى 746369 حالة إصابة وعدد الوفيات إلى 11770. أُلغي شرط الحجر الصحي لمدة 14 يوم للوافدين إلى البلاد، وعوضًا عن ذلك، يحتاج الوافدون الآن إلى وثائق طبية باللغة الإنجليزية أو الروسية تثبت سلبية اختبارهم. وإن لم يملك الوافد مثل هذه المستندات، سيوضَع تحت المراقبة إلى أن يحصل على نتيجة اختبار سلبية. صرّحت تاتيانا جوليكوفا سابقًا باحتمالية استمرار فرض الحجر الصحي للروس العائدين من بلدان ذات معدلات إصابة مرتفعة. أُعلنت السلطات أن سكان موسكو سيكونون قادرين على إجراء اختبار تفاعل البوليميراز المتسلسل مجانًا اعتبارًا من 16 يوليو.
في 16 يوليو، سُجِّلَت 6428 حالة جديدة ليصل العدد الإجمالي إلى 752797 حالة إصابة وعدد الوفيات إلى 11937. وفقًا لرئيس صندوق الاستثمار المباشر الروسي -كيريل ديميترييف، أعلنت وكالة رويترز عن التخطيط لإنتاج 30 مليون جرعة من اللقاح التجريبي محليًا في روسيا وعن احتمال تصنيع 170 مليون لقاح آخر خارج البلاد. صرّح ديميترييف أيضًا باحتمالية أن تبدأ المرحلة الثالثة من التجارب التي تضم عدة آلاف من الأشخاص في أغسطس. نفى رئيس صندوق الاستثمار المباشر الروسي الادعاءات البريطانية التي تتهم قراصنة روس مدعومين من الأجهزة الأمنية بمحاولة سرقة أبحاث لقاح كوفيد 19، وقال لا داعي للأمر بسبب مفاوضة أسترا زينيكا على صفقة تشارك فيها في إنتاج لقاح أكسفورد في روسيا، ووصف الاتهامات بأنها محاولة لتشويه سمعة اللقاح الروسي.
في 17 يوليو، سُجِّلَت 6406 حالة جديدة ليصل العدد الإجمالي إلى 759203 حالة إصابة وعدد الوفيات إلى 12123. أوصى رئيس قسم روسبوتربنادزور في خاباروفسك كراي بإعادة القيود بعد الاحتجاجات في المنطقة بسبب زيادة الإصابات المُسجَّلة. أعلن حاكم محافظة موسكو الانتقال إلى المرحلة الثالثة من رفع القيود. قالت وكالة رويترز إن الاقتصاد انكمش بنسبة 9.6% على أساس سنوي في الربع الثاني، وهو أكبر معدل خلال 20 عام وفقًا لوزير الاقتصاد. ووفقًا لروستات، انخفضت الدخول الحقيقية المتاحة للإنفاق بناءً على أساس سنوي بنسبة 8 % خلال الفترة من أبريل إلى يونيو، قالت إن الناتج الصناعي لروسيا انخفض بنسبة 9.4% في يونيو مقارنة بالعام الماضي.
في 18 يوليو، سُجِّلَت 6234 حالة جديدة ليصل العدد الإجمالي إلى 765437 حالة إصابة وعدد الوفيات إلى 12247. قال عمدة موسكو إن الاحتفالات بيوم المدينة ستقام في الوقت المحدد إذا لم يتفاقم الوضع الوبائي.
في 19 يوليو، سُجِّلَت 6109 حالات جديدة، ليصل العدد الإجمالي إلى 771546 حالة إصابة وعدد الوفيات إلى 12342. مددت سلطات إقليم يامالو نينيتس المتمتع بالحكم الذاتي نظام العزل الذاتي حتى 15 أغسطس، مع مطالبة جميع السكان بارتداء أقنعة واتباع التباعد الاجتماعي في الأماكن العامة ووسائل النقل.
في 20 يوليو، سُجِّلَت 5940 حالة جديدة ليصل العدد الإجمالي إلى 777486 حالة إصابة وعدد الوفيات إلى 12427. قالت وزارة الدفاع إنها أنهت التجارب السريرية الأولى للقاح على متطوعين بشريين، وأعلن عالم عسكري بارز عن اكتشاف الأجسام المضادة الضرورية وقال إن مكونات اللقاح آمنة ويمكن للبشر تحملها جيدًا. أرجأ منظمو مسيرة الفوج الخالد الحدث إلى 9 مايو 2021، وصرح الرئيس بوتين أن موكب يوم النصر والتصويت على التعديلات الدستورية التي أجريت لم تتسبب في تفاقم تفشي الوباء.
في 21 يوليو، سُجِّلَت 5842 حالة جديدة ليصل العدد الإجمالي إلى 783328 حالة إصابة وعدد الوفيات إلى 12580. وفي هذا اليوم، انتشر خبر اقتراح وزارة المالية على الحكومة خفض الإنفاق على الجيش بنسبة 5% بين عامي 2021 و2023، وتضمن الاقتراح أيضًا خفض الإنفاق بنسبة 10% على المحاكم وخدمات الديون والأجور لموظفي الخدمة المدنية.
في 22 يوليو، سُجِّلَت 5862 حالة جديدة ليصل العدد الإجمالي إلى 789190 حالة إصابة وعدد الوفيات إلى 12745. أعلن رئيس الوزراء ميشوستين عن سلامة اللقاحات الأربعة التي تطورها روسيا، وأعرب عن أمله في توفير لقاح موثوق به بحلول الخريف. وفي هذا التاريخ، توفي ديمتري ديجتياريف، وزير في محافظة سفيردلوفسك، بسبب الفيروس. سُجِّلَت إصابة 18484 شخص في المنطقة. ونُقِل عن وزير الاقتصاد -مكسيم ريشيتنيكوف- قوله إن الناتج المحلي الإجمالي لروسيا انخفض بنسبة 4.2% في النصف الأول من عام 2020، وقال إن هذه الوزارة تحافظ على توقعاتها لعام 2020 بانخفاض قدره 4.8%، لكنها ستراجع ذلك في أغسطس.
في 23 يوليو، سُجِّلَت 5848 حالة جديدة ليصل العدد الإجمالي إلى 795038 حالة إصابة وعدد الوفيات إلى 12892. قالت الخدمة الصحفية في علي إكسبريس روسيا إن الطلب على أجهزة الألعاب وملحقاتها في روسيا تضاعف أربع مرات في الربع الثاني من العام. في هذا اليوم، قال وزير الصحة ميخائيل موراشكو إن تطعيم الأطباء سيبدأ في أغسطس.
في 24 يوليو، سُجِّلَت 5,811 حالة جديدة ليصل العدد الإجمالي إلى 800849 حالة إصابة وعدد الوفيات إلى 13046. أعلنت رئيسة مجلس الاتحاد فالنتينا ماتفينكو عن إصابة عضوين بالفيروس وأنهما -نتيجةً لذلك- تغيبا عن الجلسة، وقالت إن أحدهما في حالة خطيرة في المستشفى، وحثت الأعضاء على الامتثال للمتطلبات الصحية والوبائية. اتفقت سلطات سانت بطرسبرغ مع ممثلي الأعمال على شروط مرحلة جديدة في تخفيف القيود بدءًا من 27 يوليو للسماح بإعادة فتح المطاعم ومراكز التسوق. أعاد حاكم خاباروفسك كراي ميخائيل ديجاريف القيود بعد زيادة الإصابات المبلغ عنها. وقالت تاتيانا جوليكوفا إن الدولة تخطط لاستئناف بعض الرحلات الجوية الدولية في 1 أغسطس، مع اقتصار قائمة الوجهات حاليًا على تنزانيا وتركيا والمملكة المتحدة؛ أي سيشمل ذلك مطارات موسكو وسانت بطرسبرغ وروستوف نادون من وإلى جزيرة زنجبار ولندن واسطنبول وأنقرة. عادت جوليكوفا وأعلنت إضافة المزيد من الوجهات في تركيا اعتبارًا من 10 أغسطس، وقالت ج إن السلطات تعمل على قائمة بالمزيد من البلدان على أساس متبادل.
في 25 يوليو، سُجِّلَت 5871 حالة جديدة ليصل العدد الإجمالي إلى 806720 حالة إصابة وعدد الوفيات إلى 13192.
في 26 يوليو، سُجِّلَت 5765 حالة جديدة ليصل العدد الإجمالي إلى 812485 حالة إصابة وعدد الوفيات إلى 13269. أكد وزير الصحة ميخائيل موراشكو مجددًا أن التطعيم ضد الفيروس سيكون طوعيًا وأن تطعيم السكان سيتم على مراحل، وأولًا للعاملين في المجال الصحي.
في 27 يوليو، سُجِّلَت 5635 حالة جديدة ليصل العدد الإجمالي إلى 818120 حالة إصابة وعدد الوفيات إلى 13354.
في 28 يوليو، سُجِّلَت 5395 حالة جديدة ليصل العدد الإجمالي إلى 823515 حالة إصابة وعدد الوفيات إلى 13504. ذكرت وكالة الأنباء تاس أن الاتحاد الأوروبي لن يفتح حدوده مع روسيا حتى منتصف أغسطس على الأقل. وقال مصدرها إن الوقت مبكر جدًا وفقًا للإحصاءات، إذ تضم القائمة البيضاء للاتحاد الأوروبي حاليًا 13 دولة. بدأ مركز فيكتور لأبحاث الدولة في علم الفيروسات والتكنولوجيا الحيوية تجارب اللقاح سريريًا على متطوعين. وفي هذا التاريخ، نُقِلَ حاكم مقاطعة تشوكوتكا ذاتية الحكم -رومان كوبين إلى المستشفى بسبب اشتباه صابته بكوفيد 19.
في 29 يوليو، سُجِّلَت 5475 حالة جديدة ليصل العدد الإجمالي إلى 828990 حالة إصابة وعدد الوفيات إلى 13673. ذكرت انترفاكس احتمالية تسجيل لقاح مركز غاماليا في الفترة من 10 إلى 12 أغسطس، ليتمكن الأطباء من إعطاء اللقاح للمدنيين في 15 أغسطس.
في 30 يوليو، سُجِّلَت 5509 حالة جديدة، ليصل العدد الإجمالي إلى 834499، وعدد الوفيات إلى 13802.
في 31 يوليو، سُجِّلَت 5482 حالة جديدة ليصل العدد الإجمالي إلى 839981 حالة إصابة وعدد الوفيات إلى 13963. أعلنت تاس عن تلقي أكثر من 6000 شركة في موسكو غرامات بلغ مجموعها 300 مليون روبل لانتهاكها متطلبات أقنعة الوجه والقفازات.

### أغسطس 2020
في 1 أغسطس، سُجِّلَت 5462 حالة جديدة ليصل العدد الإجمالي إلى 845443 حالة إصابة وعدد الوفيات إلى 14058. فتحت أبخازيا حدودها مع روسيا ورفعت جميع القيود، بعد توقيع رئيس الوزراء ميشوستين على أمر بفتح حدودها مع أبخازيا في 1 أغسطس. قال وزير الصحة موراشكو، إن الميزانية ستغطي اللقاحات. ومن المقرر أن تبدأ اللقاحات الجماعية في أكتوبر، وأولًا للعاملين في المجال الصحي والمعلمين. وفي هذا التاريخ، صدر خبر يفيد باستئناف الرحلات الجوية إلى سويسرا في 15 أغسطس، بحيث تنطلق الرحلات مرة واحدة في الأسبوع بين موسكو وجنيف.
في 2 أغسطس، سُجِّلَت 5427 حالة جديدة ليصل العدد الإجمالي إلى 850870 حالة إصابة وعدد الوفيات إلى 14128. قال مدير معهد فيكتور -رينات مكسيوتوف- إن إنتاج لقاحه سيبدأ في نوفمبر بتوفيره للعاملين في المجال الطبي أولًا. قالت رئيسة روسبوتريبندازور -آنا بوبوفا- إن معدل الإصابة بالعدوى استقر أو تناقص في 80 من أصل 85 كيان اتحادي.
في 3 أغسطس، سُجِّلَت 5394 حالة جديدة ليصل العدد الإجمالي إلى 856264 حالة إصابة وعدد الوفيات إلى 14207. قال وزير التجارة -دينيس مانتوروف- إنه بحلول بداية عام 2021، ستتمكن صناعة الأدوية الروسية من إنتاج الملايين من الجرعات شهريًا من لقاح كوفيد 19، وقال إن إنتاج اللقاح في مركز غاماليا سيبدأ في سبتمبر. قال رئيس الصندوق إنه بحلول نهاية العام، ستنتج الدولة 10 ملايين جرعة شهريًا. مدد حاكم إقليم سفيردلوفسك نظام العزل الذاتي للسكان الذين تزيد أعمارهم عن 65 عام حتى 10 أغسطس. ذكرت آر بي سي أن أكثر من 15% من مؤسسات تقديم الطعام في روسيا لم يعاد افتتاحها. أعلن صندوق الاستثمار المباشر الروسي عن بدء تسليم دواء فيروس كورونا –أفيفافير- إلى جنوب إفريقيا و7 دول في أمريكا اللاتينية. كذلك أفاد رئيس الصندوق بإمداد 15 دولة بالعقار في ذلك الوقت.
في 4 أغسطس، سُجِّلَت 5159 حالة جديدة ليصل العدد الإجمالي إلى 861423 حالة إصابة وعدد الوفيات إلى 14351. قالت رئيسة وكالة السياحة الفيدرالية، زارينا دوجوزوفا، إن إجمالي الخسائر في مجال السياحة بلغ حوالي 1.5 تريليون روبل وإن خسائر إغلاق الحدود بلغت حوالي 500 مليار روبل.
في 5 أغسطس، سُجِّلَت 5204 حالة جديدة ليصل العدد الإجمالي إلى 866627 حالة إصابة وعدد الوفيات إلى 14490. أعلن رئيس كالميكيا، باتو خاسيكوف، عن إصابته بالفيروس. رفع رئيس الوزراء ميشوستين القيود المفروضة على خطوط السكك الحديدية مع كالينينغراد ومدن أخرى؛ إذ كان قد أُوقِف ذلك في 6 أبريل، وفي يوليو، أعيد تشغيل القطارات من موسكو وسانت بطرسبرغ فقط لأولئك الذين يملكون تصاريح إقامة دائمة في محافظة كالينينغراد. أفادت الأنباء أن قسم الثقافة في موسكو أصدر أمرًا بمنع الأشخاص الذين تزيد درجة حرارتهم عن 37 درجة مئوية أو غيرهم من الذين يحملون أعراض المرض من دخول المسارح وحضور الحفلات الموسيقية.
في 6 أغسطس، سُجِّلَت 5267 حالة جديدة ليصل العدد الإجمالي إلى 871894 حالة إصابة وعدد الوفيات إلى 14606. أعلن رئيس الوزراء –ميشوستين- عن تخصيص أكثر من 9 مليارات روبل لأقساط التأمين في 76 منطقة للأطباء الذين يعالجون المرضى بالفيروس أو المشتبه في إصابتهم. وقع حاكم سانت بطرسبرغ -ألكسندر بيغلوف- على مرسوم يخفف القيود؛ ليرفع اعتبارًا من 8 أغسطس الحظر المفروض على الفعاليات الرياضية والثقافية والترفيهية في الخارج، وليسمح بإعادة فتح مدن الملاهي في الهواء الطلق. مع ذلك، سيبقى استخدام أقنعة الوجه ومتطلبات التباعد الاجتماعي أمرًا مفروضًا. في محافظة روستوف، سُمِحَ لمؤسسات تقديم الطعام بإعادة الافتتاح اعتبارًا من 10 أغسطس. أفادت الأنباء أن استئناف خطوط السكك الحديدية بين أبخازيا وروسيا سيبدأ في 7 أغسطس.
في 7 أغسطس، سُجِّلَت 5241 حالة جديدة ليصل العدد الإجمالي إلى 877135 حالة إصابة وعدد الوفيات إلى 14725. نشرت روستات بيانات الوفيات لشهر يونيو، وقد تضمنت 11917 حالة وفاة لأشخاص مصابين بكوفيد 19. في هذا اليوم، مدد إقليم تشيليابينسك القيود حتى 23 أغسطس. قالت وزارة الصحة إن تسجيل اللقاح كان مقررًا في 12 أغسطس، مع بدء المرحلة الثالثة من الاختبار.
في 8 أغسطس، سُجِّلَت 5212 حالة جديدة ليصل العدد الإجمالي إلى 882347 حالة إصابة وعدد الوفيات إلى 14854. قالت حكومة أوكرانيا إنها ستغلق حدودها مع شبه جزيرة القرم من 9 أغسطس إلى 30 أغسطس، حيث يُسمح فقط لسكان القرم الذين يحملون الجنسية الأوكرانية بدخول شبه جزيرة القرم.
في 9 أغسطس، سُجِّلَت 5189 حالة جديدة ليصل العدد الإجمالي إلى 887536 حالة إصابة وعدد الوفيات إلى 14931.
في 10 أغسطس، سُجِّلَت 5118 حالة جديدة ليصل العدد الإجمالي إلى 892654 حالة إصابة وعدد الوفيات إلى 15001
في 11 أغسطس، سُجِّلَت 4945 حالة جديدة ليصل العدد الإجمالي إلى 897599 حالة إصابة وعدد الوفيات إلى 15131. قال الرئيس بوتين في أحد الاجتماعات، إن اللقاح الأول في العالم ضد فيروس كورونا، الذي طوره معهد غاماليا لأبحاث الأوبئة وعلم الأحياء الدقيقة، سيُسجَّل في روسيا وأنه قام بتطعيم إحدى بناته. في اليوم السابق، حثت جمعية منظمات البحوث السريرية، وهي اتحاد لشركات الأدوية في روسيا، رئيس وزارة الصحة على تأخير التسجيل بسبب عدم اكتمال الاختبار. صرح رئيس صندوق الاستثمار المباشر الروسي طلب 20 دولة ما مجموعه مليار جرعة من اللقاح، المسمى سبوتنيك 5.
في 12 أغسطس، سُجِّلَت 5102 حالة جديدة ليصل العدد الإجمالي إلى 902701 حالة إصابة وعدد الوفيات إلى 15260. قال رئيس وزارة الصحة، موراشكو، إن الدفعات الأولى من اللقاح ستُطلق في غضون أسبوعين وستُسلم لتطعيم الأطباء المعرضين لخطر كبير والذين سيخضعون للمراقبة. قالت منظمة الصحة العالمية إنها على اتصال بعلماء وسلطات روسية لإتاحة الفرصة لتحليل بيانات تجارب اللقاح، حسبما أفاد موقع آر بي سي.
في 13 أغسطس، سُجِّلَت 5057 حالة جديدة ليصل العدد الإجمالي إلى 907758 حالة إصابة وعدد الوفيات إلى 15384. نفى عمدة موسكو –سوبيانين- تقارير عن إعادة فرض القيود في سبتمبر.
في 14 أغسطس، سُجِّلَت 5065 حالة جديدة ليصل العدد الإجمالي إلى 912823 وعدد الوفيات إلى 15498. أظهر استطلاع أجراه دليل الطبيب أن غالبية الأطباء الذين تمت مقابلتهم (52%) قالوا إنهم غير مستعدين لتلقي اللقاح الذي طوره مركز غاماليا بينما كان 24.5% منهم كذلك، حيث أفاد معظمهم بعدم وجود بيانات كافية عن فعالية اللقاح.
في 15 أغسطس، سُجِّلَت 5061 حالة جديدة ليصل العدد الإجمالي إلى 917884 حالة إصابة وعدد الوفيات إلى 15617. أُنتِجت الدفعة الأولى من اللقاح الذي طوره مركز غاماليا في روسيا، بحسب الخدمات الصحفية لوزارة الصحة.
في 16 أغسطس، سُجِّلَت 4969 حالة جديدة ليصل العدد الإجمالي للحالات إلى 922853 حالة إصابة وعدد الوفيات إلى 15685.
في 17 أغسطس، سُجِّلَت 4892 حالة جديدة ليصل العدد الإجمالي للحالات إلى 927745 حالة إصابة وعدد الوفيات إلى 15740. قال رئيس المكسيك -أندريس مانويل لوبيز أوبرادور- إنه سيتطوع لاختبار اللقاح روسي إذا ثبتت فعاليته.
في 18 أغسطس، سُجِّلَت 4748 حالة جديدة ليصل العدد الإجمالي للحالات إلى 932493 حالة إصابة وعدد الوفيات إلى 15872. وفي هذا اليوم، سرى خبر إصابة وزير الطاقة -ألكسندر نوفاك- بالفيروس. مددت سلطات كراسنودار كراي نظام التأهب الأقصى حتى 3 سبتمبر.
في 19 أغسطس، سُجِّلَت 4828 حالة جديدة ليصل العدد الإجمالي للحالات إلى 937321 وعدد الوفيات إلى 15989.
في 20 أغسطس، سُجِّلَت 4785 حالة جديدة ليصل العدد الإجمالي للحالات إلى 942106 حالة إصابة وعدد الوفيات إلى 16099. ذكرت تاس أن الاختبارات الجماعية للقاح الذي طوره مركز غاماليا ستشمل أكثر من 40 ألف شخص.
في 21 أغسطس، سُجِّلَت 4870 حالة جديدة ليصل العدد الإجمالي إلى 946976 حالة إصابة وعدد الوفيات إلى 16199. أفادت التقارير أن المكسيك ستتلقى ما لا يقل عن 2000 جرعة من اللقاح الذي طوره مركز غاماليا كجزء من التجارب السريرية في المرحلة الثالثة. من المقرر الانتهاء من التجارب السريرية للقاح الذي طوره معهد فيكتور في سبتمبر، حسبما ورد.

## القيود والإجراءات في أوروبا

### 1 يوليو
حذر وزير الخارجية في النمسا ألكساندر شالنبرغ المواطنين من السفر إلى ست دول في البلقان وليست جزءًا من الاتحاد الأوروبي. ظهر لاحقًا أن الدول الست هي ألبانيا، والبوسنة والهرسك، وكوسوفو، والجبل الأسود، ومقدونيا الشمالية وصربيا.
انتقلت صربيا إلى المرحلة 4 من خطة البلاد في تخفيف قيود الإغلاق المفروضة في مواجهة فيروس كورونا، مع إعادة فتح دور السينما، والكازينوهات وقاعات العروض الموسيقية وتوسيع «الفقاعة الاجتماعية» من عشرة إلى خمسة عشر شخص.
أعاد الاتحاد الأوروبي فتح الحدود في وجه المسافرين القادمين من خمس عشرة دولة منخفضة الخطورة لانتقال فيروس كورونا.
أعلنت شركة تصنيع الخطوط الجوية الأوروبية إيرباص عن إلغائها 15,000 وظيفة بسبب أثر جائحة كوفيد-19 على صناعة الطيران، مع خسارة معظم الوظائف في المملكة المتحدة وألمانيا وإسبانيا.
أعادت السلطات اليونانية فتح حدودها أمام المسافرين الدوليين القادمين من بعض الدول، مع إعادة افتتاح المطارات والموانئ في جميع أنحاء البلاد.
أعاد الرئيس البرتغالي مارسيلو ريبيلو دي سوزا وفيليب السادس ملك إسبانيا فتح الحدود البرتغالية الإسبانية بشكل رسمي بعد إغلاقها لأكثر من ثلاثة أشهر بهدف منع انتشار فيروس كورونا بين البلدين.
أعلن المستشار الفيدرالي السويسري للشؤون الداخلية آلان بيرسيت عن فرض الحجر الصحي الإلزامي لمدة 10 أيام على جميع المسافرين القادمين من الدول عالية الخطورة اعتبارًا من 6 يوليو، وذلك توافقًا مع الإجراءات التي قدمها الاتحاد الأوروبي.

### 2 يوليو
أعلن رئيس الوزراء الهنغاري فيكتور أوربان عن عدم إضافة دول من خارج الاتحاد الأوروبي، مع استثناء صربيا، إلى القائمة الحكومية للدول الآمنة.
قدم رئيس كازاخستان قاسم جومارت توكاييف الإغلاق التام الثاني بسبب فيروس كورونا في الدولة اعتبارًا من 5 يوليو بعد ارتفاع عدد الإصابات. وفقًا للقيود الجديدة، يجب على الأعمال التجارية غير الأساسية الإغلاق، وأصبح السفر بين المحافظات محدود، إلا أنه باستطاعة المطاعم الفتح من أجل تناول الطعام في الأماكن الخارجية وباستطاعة الناس مغادرة منازلهم.
أوكل رئيس الوزراء الإسباني بيدرو سانشيز مبلغًا بقيمة 9 مليارات يورو من تمويلات الطوارئ من أجل مناطق إسبانيا ذات الحكم الذاتي بهدف تحسين خدمات الصحة الإقليمية في الدولة، واقترح رفع قيمة الضرائب من أجل تعزيز اقتصاد الدولة.
كشفت السلطات في هولندا عن فرض الحجر الصحي الإلزامي لمدة 14 يوم على المسافرين القادمين من 29 دولة مختلفة، بما في ذلك الولايات المتحدة، والبرازيل والسويد، اعتبارًا من 6 يوليو من أجل منع انتشار فيروس كورونا.
كشف وزير الدولة البريطاني لشؤون التعليم غافين ويليامسون عن تخطيط الحكومة البريطانية إعادة افتتاح المدارس بكامل سعتها في سبتمبر. وورد اقتصار اختلاط الطلاب على مجموعتهم السنوية بدون أحداث كبيرة وغسل اليدين بانتظام. صرح ويليامسون أيضًا بعدم فرض ارتداء الأقنعة الوجهية على الطلاب والموظفين وبتعرض الآباء لغرامات في حال رفضهم إرسال أبنائهم إلى المدرسة؛ يجب على الطلاب الذين يظهرون أعراض كوفيد-19 عدم الذهاب إلى المدرسة ويجب إغلاق أي مدرسة تبلغ عن ظهور الحالات.
أعلن رئيس الوزراء البريطاني بوريس جونسون عن تخفيف الحجر الصحي الإلزامي على الواصلين من الخارج لمدة 14 يوم. من المقرر استبدال الدول بنظام مرور ضوئي، إذ لا يحتاج المسافرون القادمون من دول الفئات الخضراء والبرتقالية «ذات الخطورة المنخفضة» الخضوع للعزل الذاتي لدى وصولهم إلى المملكة المتحدة.
أعلنت الوزيرة الأولى في اسكتلندا نيكولا ستارجن عن فرض ارتداء الأقنعة الوجهية في المتاجر اعتبارًا من 10 يوليو، بالإضافة إلى عدم تقيد الأطفال من الأسر المختلفة بالتباعد الاجتماعي عند خروجهم.

### 3 يوليو
أعلنت المفوض الأوروبية للصحة وسلامة الأغذية ستيلا كيرياكيدو عن موافقة المفوضية الأوروبية على استخدام ريمديسيفير في علاج الحالات الحرجة لفيروس كورونا، وهو أول دواء من هذا النوع يوافق عليه الاتحاد الأوروبي.
في فرنسا، أعلنت محكمة عدل الجمهورية، وهي محكمة متخصصة في سوء الإدارة الحكومية، عن فتحها تحقيق في تصرفات عدد من وزراء الحكومة وتعاملهم مع الجائحة، بمن فيهم رئيس الوزراء السابق إدوار فيليب ووزيرة الصحة السابقة أغنس بوزن ووزير الصحة الحالي أوليفير فيران. كشفت المحكمة عن مواجهة ثالثتهم تهمة «الفشل في مواجهة الكارثة».
صرحت الخطوط الجوية الفرنسية، طيران فرنسا، بتخطيطها إلغاء أكثر من 7,500 وظيفة بعد إبلاغها خسارة 15 مليون يورو يوميًا في ذروة جائحة فيروس كورونا.
فرض حاكم إقليم كازاخستان الشرقي دانييل أحمدوف الإغلاق التام على مدينتي أوسكمان وسيماي اعتبارًا من 5 يوليو جراء ارتفاع حالات فيروس كورونا.
كشفت وزارة التخطيط والبنى التحتية البرتغالية عن وصول الحكومة البرتغالية إلى اتفاق مع مساهمي شرطة الطيران البرتغالية الوطنية تاب برتغال من أجل الاستحواذ على الحصة المسيطرة، في محاولة منها لمنع انهيار الشركة جراء التبعات الاقتصادية للجائحة.
أعلن رئيس صربيا ألكسندر فوتشيتش عن إعادة فرض حالة الطوارئ في العاصمة بلغراد بعد ارتفاع عدد حالات فيروس كورونا. وقفًا للقيود الجديدة، يجب ارتداء الأقنعة الوجهية في الأماكن العامة وستصبح التجمعات الداخلية والخارجية محدودة.
أعلنت الحكومة البريطانية عن عدم فرض العزل الذاتي لمدة 14 يوم على المسافرين القادمين من عدد من الدول والأقاليم، بما في ذلك إيرلندا، وجزر القنال، وجزيرة مان، والعديد من دول الاتحاد الأوروبي، وتركيا، وجميع أقاليم ما وراء البحار البريطانية، وأستراليا، ونيوزلندا، وفيجي، وفيتنام، وكوريا الجنوبية، وبولينزيا الفرنسية وكاليدونيا الجديدة. كشفت تقارير عن مناقشة الحكومة البريطانية لاحتمالية انضمامها إلى خطة الاتحاد الأوروبي لتأمين إمدادات لقاح فيروس كورونا المحتمل.

### 4 يوليو
أعلنت منظمة الصحة العالمية عن إيقافها التجارب السريرية لعقار هيدروكسي كلوروكوين المضاد للملاريا في علاج كوفيد-19 بعد فشلهم في خفض معدلات الوفيات بين مرضى المشفى.
أعلن مدير متحف اللوفر في باريس جان لوك مارتينيز عن إعادة افتتاح منطقة الجذب السياحي الشهيرة أمام العامة اعتبارًا من 6 يوليو، مع تطبيق قواعد تباعد اجتماعي صارمة وبقاء بعض مناطق المتحف مغلقة للزوار. يجب على جميع الزوار حجز التذاكر بشكل مسبق وارتداء الأقنعة الوجهية.
أعلنت السلطات الصحية في اليونان عن تمديد الإغلاق التام في مخيمات المهاجرين التي أقامتها الدولة جراء مخاوف من انتشار الفيروس، على الرغم من بعض الانتقادات الدولية بتوسيع الحكومة للقيود بهدف الحد من حركة المهاجرين.
أعلنت وزيرة الصحة الكتالونية ألبا فيرغس عن فرض إغلاق تام محلي في مقاطعة لاردة التي تضم 200,000 شخص بسبب تفشي حالات كوفيد-19. وفقًا للقيود الجديدة، تُقيد الحركة إلى داخل المنطقة وخارجها بشدة عبر نقاط تفتيش الشرطة. أعادت عاصمة منطقة الحكم الذاتي كتالونيا، برشلونة، افتتاح ساغرادا فاميليا للعمال الأساسيين وعائلاهم كجزء من تخفيف قيود الإغلاق هناك.
في إنجلترا، أعادت الأعمال غير الأساسية الفتح في وجه العامة، بما في ذلك الحانات، ودور السينما، ومزينو الشعر، ودور العبادة ومناطق الجذب السياحي. ظهر بعض الجدل عقب قرار الحكومة البريطانية فتح الحانات يوم السبت، مع إشارة وسائل الإعلام إلى ذلك اليوم باسم «السبت العظيم»، ما أثار مخاوف بشأن حالات عنف محتملة وخرق للقيود.

### 5 يوليو
أعلنت السلطات اليونانية عن إغلاق حدودها في وجه المسافرين الصربيين حتى 15 يوليو بعد إعلان الدولة حالة الطوارئ في 3 يوليو استجابةً منها لحالات فيروس كورونا المتصاعدة.
صرح وزير النقل الإيرلندي إيمون ريان بتخفيف الدولة لقيود سفر الأجانب اعتبارًا من 20 يوليو. بشكل مماثل للإجراءات المتخذة في المملكة المتحدة، يجب على المسافرين الواصلين من الدول منخفضة الخطورة الخضوع للحجر الصحي لمدة 14 يوم عقب وصولهم.
أعلنت حكومة كازاخستان عن المزيد من التشديد على قيود الإغلاق التام بسبب ارتفاع عدد الحالات. وفقًا للقيود الجديدة، يجي على مراكز التسوق والصالونات والمؤسسات الترفيهية الإغلاق لمدة أسبوعين.
كشفت الحكومة البريطانية عن استثمارها 1.5 مليار جنيه إسترليني في دعم صناعة الفنون في الدولة، مع توفير منح طارئة للمسارح، والمتاحف، والمعارض ودور السينما.

### 6 يوليو
أعاد متحف اللوفر في باريس الفتح في وجه العامة مع سعة محدودة وقواعد تباعد اجتماعي صارمة.
استُؤنفت رحلات الطيران بين المملكة المتحدة واليونان اعتبارًا من 15 يوليو.
أعلن رئيس الوزراء الإسرائيلي بنيامين نتانياهو عن فرض الإغلاق في الحال على البارات وصالات الرياضة وأماكن الفعاليات كنتيجة لارتفاع الحالات في الدولة. تنبأ بنك إسرائيل بتقلص «جي دي بّي» الدولة بنسبة ستة في المئة.
أعلنت شركة الساندويش البريطانية بريت إيه مانجر عن إغلاق مجموعة من ثلاثين متجر في أنحاء الدولة بسبب التبعات الاقتصادية لجائحة فيروس كورونا، مع خسارة متوقعة لأكثر من 1,000 وظيفة. كشفت تقارير عن انخفاض مبيعات الشركة بنسبة 74 في المئة بالمقارنة مع نفس الفترة من العام الماضي، مع خسائر شهرية بقيمة 20 مليون جنيه إسترليني.

### 7 يوليو
أعلن نائب وزير الرياضة في أرمينيا أرتور مارتيروسيان عن عدم مشاركة الرياضيين الأرمن في ألعاب رابطة الدول المستقلة في قازان المقرر إقامتها في سبتمبر بسبب مخاوف صحية عامة.
كشفت ولاية ساكسونيا الألمانية عن سماحها استئناف الفعاليات التي تضم أكثر من 1,000 شخص اعتبارًا من 1 سبتمبر.
أعلن وزير الصحة الإيطالي روبرتو سبيرانزا عن تعليق الرحلات الجوية بين إيطاليا وبنغلاديش لمدة أسبوع بعد إصابة عدد من الركاب على متن رحلة من دكا إلى روما بفيروس كورونا في 6 يوليو.
كشف رئيس الوزراء البرتغالي أنطونيو كوستا عن تخطيط الحكومة البرتغالية إنشاء ممر سفر إلى المملكة المتحدة مع الحكومة البريطانية بعد استبعاد البرتغال من القائمة البريطانية للدول الآمنة.
فرض رئيس صربيا ألكسندر فوتشيتش حظر تجول على مستوى الدولة من 10 إلى 13 يوليو كاستجابة لارتفاع حالات فيروس كورونا في الدولة، إذ صرح فوتشيتش باقتراب معظم مشافي بلغراد من سعتها الكاملة، ولذلك تُقلص التجمعات الداخلية والخارجية إلى خمسة أشخاص اعتبارًا من 8 يوليو.
أفاد وزير النقل الإسباني خوسيه لويس أوبالوس بتقديم 1.8 مليار يورو من المساعدات المالية لشركات النقل في إسبانيا. تلقت شبكة السكك الحديدية الوطنية الإسبانية مليار يورو من هذا المبلغ، مع توفير الباقي من أجل الشركات الخاصة.

### 8 يوليو
أصدرت الحكومة النمساوية تحذيرات سفر لدول أوروبا الشرقية مثل بلغاريا، ورومانيا ومولدوفا بسبب ارتفاع عدد الحالات فيها، بالإضافة إلى تسجيل حالات مستوردة من تلك الدول في النمسا. وفقًا للتوجيهات الجديدة، يجب على جميع المسافرين القادمين من الدول المذكورة إظهار وثيقة نتيجة اختبار كوفيد-19 سلبية أو الخضوع للحجر الصحي لمدة 14 يوم.
كشفت شركة الأدوية الألمانية ميرك عن وصولها إلى اتفاق مع الاتحاد الأوروبي من أجل تمويل لقاح الشركة المحتمل لكوفيد-19 بناءً على طلب الدول الأعضاء في الاتحاد الأوروبي.
أعلن رئيس حكومة كتالونيا كيم تورا عن فرض ارتداء أقنعة الوجه في جميع أنحاء كتالونيا اعتبارًا من 10 يوليو، مع غرامات تصل إلى 100 يورو في حال القبض على شخص بدون قناع.
أعلن صندوق المجموعة الملكية البريطانية عن إعادة فتح بعض مساكن الملكة إليزابيث الثانية اعتبارًا من 23 يوليو مع تطبيق إجراءات التباعد الاجتماعي الصارمة وقواعد النظافة، بالإضافة إلى شرط حجر التذاكر في وقت مسبق. شملت المساكن المعاد فتحها كلًا من قصر وندسور، ورويال ميوز ومعرض الملكة في قصر بكنغهام إلى جانب قصر هوليرود.
كشف مستشار الخزانة البريطاني ريشي سوناك عن خطط الحكومة البريطانية لتخفيف التبعات الاقتصادية لجائحة فيروس كورونا. أُعلن عن تخفيض ضريبة القيمة المضافة على قطاع الضيافة، وتعليق الرسوم الضريبية الخاصة بسوق العقارات، وخصم «تناول الطعام في الخارجة لتقدم المساعدة» على عدد محدد من المطاعم، حيث يستطيع رواد المطعم الحصول على خمسين في المئة من وجبتهم مقابل 10 جنيهات إسترلينية للفرد من الاثنين إلى الأربعاء. أعلن سوناك أيضًا عن إنفاق مبلغ قيمته ملياري جنيه إسترليني لمساعدة الأشخاص الذين تتراوح أعمارهم بين 16-25 على إيجاد عمل، ومن المقرر حصول الأعمال التجارية على 1,000 جنيه إسترليني لكل موظف تخرجه من مخطط الإجازة. كشفت خزانة الدولة أيضًا عن خطة تعاف خضراء بقيمة 3 مليارات جنيه إسترليني من أجل خلق فرص العمل وتشجيع الأعمال التجارية على أن تصبح أكثر احترامًا للبيئة.

### 9 يوليو
أعلنت منظمة الصحة العالمية عن فتح تحقيق مستقل في تعامل المنظمة مع جائحة فيروس كورونا بعد الانتقادات الواسعة التي واجهتها والانسحاب النهائي للولايات المتحدة. صرح المدير العام تيدروس أدهانوم بترأس رئيسة الوزراء النيوزلندية السابقة هيلين كلارك ورئيسة ليبيريا السابقة إلين جونسون سيرليف اللجنة.
أعلن وزير الصحة الإيطالي روبرتو سبيرانزا عن إغلاق الحدود الإيطالية أمام المسافرين القادمين من قائمة الدول ذات المستويات غير الآمنة لانتقال فيروس كورونا. تشمل قائمة الدول أرمينيا، والبحرين، وبنغلاديش، والبوسنة والهرسك، والبرازيل، وتشيلي، وجمهورية الدومينيكان، والكويت، ومولدوفا، ومقدونيا الشمالية، وعمان، وبنما وبيرو.
أعلنت رئيسة الوزراء الصربية آنا برنابيتش عن عدم فرض حظر تجول الذي خُطط له مسبقًا في عطلة نهاية الأسبوع نتيجة الاحتجاجات المناهضة للإغلاق التام في العاصمة بلغراد؛ عوضًا عن ذلك، تقتصر التجمعات الداخلية على عشرة أفراد وتُخفض ساعات العمل في المطاعم.
أبلغت رئيسة جزر البليار فرانسينا أرمنغول عن فرض ارتداء أقنعة الوجه في جميع الأماكن العامة اعتبارًا من 13 يوليو، مع استثناء الأطفال دون سن السادسة، ومع غرامات تصل إلى 100 يورو في حال القبض على شخص بدون قناع.
أعلن وزير الدولة البريطاني للرقميات والإعلام والرياضة أوليفر دودن عن السماح بإعادة افتتاح بعض الأعمال الترفيهية والتجميلية في وقت لاحق من هذا الشهر. يُسمح للمسابح الخارجية إعادة الفتح اعتبارًا من 11 يوليو، مع إعادة فتح المؤسسات الرياضية الداخلية وصالات الرياضة لاحقًا في 25 يوليو. ورد أيضًا السماح بإعادة فتح أعمال التجميل بما في ذلك قاعات الوشم والمنتجعات وصالونات السمرة اعتبارًا من 13 يوليو، مع استبعاد علاجات الوجه بسبب ارتفاع خطر انتقال العدوى.

### 10 يوليو
كشف رئيس المجلس الأوروبي شارل ميشيل عن خطة الاتحاد الأوروبي للمساعدة في الانتعاش الاقتصادي من جائحة فيروس كورونا. إذ اقترح صندوق انتعاش بقيمة 750 مليار يورو، إلا أنه لم يذكر ما إذا كان الصندوق في شكل منح أو قروض، وأعرب كل من رئيسة الوزراء الفنلندية سانا مارين ووزير الشؤون الأوروبية السويدي هانز دالغرين عن مخاوفهما بشأن الصندوق المحتمل.
حذر رئيس كازاخستان قاسم جومارت توكاييف من احتمال إقالة مجلس الوزراء في حال عدم تحس وضع فيروس كورونا في الدولة مع نهاية الأغلاق التام الثاني على مستوى الدولة، إذ فُرض في 5 يوليو.
أعلنت الحكومة النرويجية عن رفعها لعدد من قيود السفر اعتبارًا من 15 يوليو، مع السماح بالسفر إلى معظم البلدان في منطقة شنغن (رغم أنها شملت بعض مقاطعات السويد فقط) والمملكة المتحدة؛ وردت مراجعة قائمة الدول الآمنة كل أسبوعين.
صرحت نائبة رئيس الوزراء الروسية تاتيانا غوليكوفا بإمكانية بدء روسيا في رفع القيود المفروضة على السفر الجوي الدولي اعتبارًا من 15 يوليو، أي قبل أسبوعين من الموعد المقرر في 1 أغسطس. يُسمح باستئناف رحلات الطيران إلى الدول التي لا تتجاوز 40 حالة لكل 100 ألف نسمة، حيث معدل الانتقال أقل من واحد، ومتوسط الزيادة اليومية في عدد الحالات أقل من واحد في المئة خلال آخر 14 يوم.
اتخذت إنجلترا عددًا من إجراءات الحجر الصحي الجديدة، ما سمح للمسافرين القادمين من قائمة تضم 75 دولة وجميع أقاليم ما وراء البحار البريطانية منخفضة الخطورة لانتقال فيروس كورونا الدخول دون خضوعهم للحجر الصحي الإلزامي لمدة 14 يوم، في محاولة لرفع دخل قطاعات الطيران والضيافة المتضررة، على الرغم من هذا، نصحت الحكومة مواطنيها بعدم الذهاب في رحلات بحرية. طبقت إيرلندا الشمالية إجراءات مماثلة، مع قائمة مطابقة تقريبًا للدول الآمنة. أعلن رئيس الوزراء البريطاني بوريس جونسون أيضًا عن إمكانية فرض قيود أكثر صرامة على استخدام أقنعة الوجه بعد أن أصبحت إلزامية في المتاجر في اسكتلندا.
اعتبارًا من اليوم، سمحت إيرلندا الشمالية بإعادة فتح الأعمال التجارية بما في ذلك صالات الرياضة، والملاعب، ودور السينما والأروقة بشرط التزام إجراءات التباعد الاجتماعي الصارمة وقواعد النظافة. قدمت السلطات أيضًا قوانين بفرض ارتداء أقنعة الوجه في وسائل النقل العام، مع استثناء المصابين بحالات طبية معينة، والأطفال دون سن الثالثة عشرة وفي وسائل النقل المدرسية.

### 11 يوليو
أعلن اتحاد بلغاريا لكرة القدم عن تأجيل بداية الجولة الأولى للدوري البلغاري الممتاز لمدة أسبوعين بسبب مخاوف صحية متعلقة بفيروس كورونا، مع تاريخ بداية جديد في 7 أغسطس.
أعلن الباحثون في جامعة توبنغن عن تسجيل 4,000 متطوع في التجارب السريرية للقاح كوفيد-19 محتمل، الذي بدأ في يونيو.
أعلن نادي كرة القدم السويسري زيورخ عن إلغاء المباراتين القادمتين للفريق بعد خضوعهم للحجر الصحي حتى 17 يوليو نظرًا إلى ظهور عدد من حالات كوفيد-19 بين لاعبي الفريق والطاقم الرياضي، بما في ذلك المدافع ميرليند كريزو.

### 12 يوليو
أعلنت السلطات الهنغارية عن تشديد القيود عللا الحدود اعتبارًا من 15 يوليو نظرًا إلى ارتفاع حالات فيروس كورونا في أجزاء مختلفة من العالم. وفقًا للقيود الجديدة، تُقسم الدول ذات معدل الانتقال الأعلى إلى فئتين «حمراء» و«صفراء»، إذ يخضع المسافرون القادمون من الدول «الصفراء» لحجر صحي إلزامي لمدة 14 يوم، وتُغلق الحدود امام المسافرين من الدول «الحمراء»؛ يجب على المواطنين الهنغاريين العائدين من الدول «الحمراء» التزام الحجر الصحي وتقديم نتيجتين سلبيتين للاختبار قبل السماح لهم بالمغادرة.
أعلن رئيس الوزراء الإسرائيلي بنيامين نتانياهو عن تقديم المساعدات المالية الفورية للمواطنين المتضررين من جائحة فيروس كورونا، بما في ذلك مدفوعات تصل إلى 7,500 شيكل من أجل العاملين لحسابهم الخاص استجابةً للانتقاد المتزايد على تعامل الحكومة الإسرائيلية مع الجائحة.
قدم مسؤولو الصحة في منطقتي جليقية الإسبانية وإقليم الباسك إجراءات سلامة صارمة من أجل السماح بالتصويت في انتخابات جليقية الإقليمية لعام 2020 وانتخابات إقليم الباسك 2020. يُلزم الناخبون بارتداء أقنعة الوجه والتزام التباعد الاجتماعي لمسافة 1.5 متر.
في المملكة المتحدة، خضع 200 موظف في مزرعة في هيرفوردشير للعزل الذاتي بعد إصابة 73 فرد بكوفيد-19.

### 13 يوليو
صرحت وزيرة السياحة والثقافة في إيرلندا كاثرين مارتن بدراسة السلطات قرار فرض إجراءات أكثر صرامة على المسافرين الدوليين بعد انتقادات من السياسيين المعارضين، بما في ذلك إمكانية جعل الحجر الصحي لمدة 14 يوم الزاميًا، إذ يوصى به في الوقت الحالي فقط.
أعلن رئيس كازاخستان قاسم جومارت توكاييف عن تمديد الإغلاق التام بسبب فيروس كورونا في الدولة لمدة أسبوعين آخرين حتى نهاية يوليو، وتمديد العائلات المتأثرة بالمساعدات المالية من الحكومة.
علقت محكمة محلية في مقاطعة لاردة الإسبانية في كتالونيا أمر البقاء في المنزل الذي فرضه مسؤولو الصحة على الرغم من ارتفاع حالات فيروس كورونا.
أعلن رئيس الوزراء البريطاني بوريس جونسون عن فرض ارتداء أقنعة الوجه في جميع المتاجر ومحلات السوبرماركت في إنجلترا اعتبارًا من 24 يوليو، مع غرامات تصل إلى 100 جنيه إسترليني لمن يخالف القواعد الجديدة، مع استثناء الأطفال دون سن 11 عام والأشخاص المصابين ببعض الحالات الطبية.

### 14 يوليو
أعلن الرئيس الفرنسي إيمانويل ماكرون عن فرض ارتداء أقنعة الوجه في جميع الأماكن الداخلية اعتبارًا من 1 أغسطس.
أعلن رئيس الاستشارية الألمانية ومنسق استجابة الحكومة الألمانية لجائحة كوفيد-19 هيلغه براون عن دراسة السلطات فرض حظر السفر المحلي من أجل منع موجة ثانية من إصابات فيروس كورونا، وعن بقاء فرض التباعد الاجتماعي وارتداء أقنعة الوجه في الأماكن العامة في الأشهر القليلة القادمة.
أعلن رئيس الوزراء الهنغاري فيكتور أوربان عن استخدامه حق النقض ضد صندوق التعافي من الجائحة الذي اقترحه الاتحاد الأوروبي في حال تلقي الدول الأفقر تمويلًا أقل أو فرضها لشروط مثل الامتثال لسياسة الهجرة.
كشف وزير الصحة الإيطالي روبرتو سبيرانزا عن استمرار فرض الإجراءات الصارمة حتى أغسطس من أجل تجنب موجة ثانية محتملة من إصابات فيروس كورونا، وعن بقاء فرض الحجر الصحي لمدة 14 يوم على جميع المسافرين الواصلين إلى إيطاليا من خارج الاتحاد الأوروبي.
أعادت السلطات الصحية في منطقة كتالونيا ذات الحكم الذاتي في اسبانيا فرض أمر البقاء في المنزل في مدينة لاردة والعديد من البلدات المحيطة لمدة 15 يوم بعد ارتفاع عدد إصابات فيروس كورونا، رغم أنه يجب موافقة القرار عبر قاض ليدخل حيز التنفيذ. تحت القيود الجديدة، يُسمح للسكان مغادرة منازلهم من أجل الأسباب الأساسية فقط، وتُجبر الأعمال غير الأساسية على الإغلاق مع منع التجمعات لأكثر من عشرة أشخاص.
ألغى منظمو بطولة بازل للتنس 2020 إقامة الحدث بسبب مخاوف متعلقة بفيروس كورونا.
أعلن مدير السكك الحديدية الوطني في تركمانستان توركمنديميريولاري عن إيقاف جميع القطارات لمدة أسبوع من 16 إلى 23 يوليو بعد تصريح وسائل إعلامية بتحديد الحالات الأولى لفيروس كورونا في الدولة.

### 15 يوليو
رفعت الوزارة الفيدرالية للشؤون الأوروبية والدولية في النمسا التحذيرات الحالية التي تنصح بعدم السفر غير الضروري إلى منطقة لومبارديا الإيطالية بعد انخفاض عدد حالات فيروس كورونا.
أُقيمت الانتخابات البرلمانية المؤجلة لشمال مقدونيا 2020 مع اتخاذ إجراءات فيروس كورونا اللازمة، بما في ذلك قواعد التباعد الاجتماعي الصارمة وارتداء أقنعة الوجه الإلزامي.
أعلنت السلطات في جزيرة ميورقة الإسبانية عن إغلاق البارات والنوادي الليلية الرائجة بين السياح الأجانب في ماغالوف ولاس بالماس من أجل منع تصرف التجمعات الكبيرة من الأشخاص بطريقة غير منضبطة.
أعلن رئيس الوزراء البريطاني بوريس جونسون عن إجراء تحقيق مستقل متعلق بكيفية تعامل الحكومة مع جائحة فيروس كورونا من أجل منع احتمالية موجة ثانية أكثر فتكًا للفيروس، إلا أنه صرح بأن «الآن ليس الوقت المناسب» نظرًا إلى الوضع الحالي في الدولة. صرح وزير الصحة مات هانكوك بدوره أن أقنعة الوجه لن تصبح إلزامية في المكاتب.

## يونيو 2020
في 1 يونيو، سُجلت 9,035 حالة جديدة، فبلغ العدد الإجمالي 414,878 حالة. وارتفعت الوفيات المؤكدة إلى 4,855 حالة. ذكرت وكالة رويترز للأنباء أن روسيا ستطرح دواءها الأول المعتمد لعلاج كوفيد-19 في الأسبوع المقبل. وقالت إن الدواء الجديد «أفيفافير» سيُتاح للمرضى في المستشفيات ابتداءً من 11 يونيو، وذلك وفقًا لرئيس صندوق الاستثمار المباشر الروسي. قال الرئيس بوتين إن من المقرر إجراء الاستفتاء الدستوري الروسي لعام 2020 في 1 يوليو. وقدمت إيلا بامفيلوفا، رئيسة لجنة الانتخابات المركزية، اقتراحًا ببدء التصويت على نحو مبكر يوم 25 يونيو، أي بعد استعراضات يوم النصر.
في 2 يونيو، سُجلت 8,863 حالة جديدة، فبلغ العدد الإجمالي 423,741 حالة. وارتفعت الوفيات المؤكدة إلى 5,037 وفاة. قال رئيس الوزراء ميخائيل ميشوستين إن الحكومة ستطلق خطة إنعاش بقيمة 5 تريليون روبل (73 مليار دولار) في الشهر المقبل لمواجهة التأثير الاقتصادي للجائحة. يستمر البرنامج حتى نهاية عام 2021 ويهدف إلى إعادة معدل البطالة إلى ما دون 5% والنمو الاقتصادي إلى 2.5% سنويًا. أعلنت وزارة الدفاع عن اختيار خمسين عسكريًا، بينهم خمس نساء، تطوعوا لاختبار سلامة وفعالية اللقاح. وسيخضع هؤلاء للتحضيرات والفحوصات ابتداءً من 3 يونيو.
في 3 يونيو، سُجلت 8,536 حالة جديدة، فوصل العدد الإجمالي إلى 432,277 حالة. وارتفعت الوفيات المؤكدة إلى 5,215 وفاة. في نفس اليوم، أبلغت مدينة سانت بطرسبرغ أن معدل الوفيات في شهر مايو أعلى بنسبة 32% مقارنةً بالعام السابق. وأشارت حكومة المدينة إلى إصدار6,427 شهادة وفاة في مايو هذا العام مقابل 4.875 شهادة في العام السابق. في مايو، كان العدد الرسمي للوفيات الناتجة عن فيروس كورونا 171. يبلغ العدد الإجمالي للحالات في المدينة 17,069 حالة مؤكدة و240 وفاة مؤكدة. توفي مريض واحد في مستشفى سانت بطرسبرغ في ذلك اليوم عقب اندلاع حريق.
في 4 يونيو، سُجلت 8,831 حالة جديدة، فبلغ العدد الإجمالي 441,108 حالات. وارتفعت الوفيات المؤكدة إلى 5,384 وفاة. قال عمدة موسكو سوبيانين إن معظم القيود سترفع بحلول 1 يوليو. وذكر احتمال نشر جدول لرفع القيود في 8 يونيو. وأضاف أن 55% من المتاجر التي أٌغلقت بسبب الفيروس أعيد فتحها بدءًا من 1 يونيو، ومن المقرر إعادة فتح المتاجر المتبقية في الأسبوع المقبل. لكنه قال إن من المبكر فتح بعض المرافق الأخرى مثل الصالات الرياضية. حطت في نفس اليوم طائرة تحمل دفعة ثانية من أجهزة التنفس أرسلتها الولايات المتحدة. حَوَت الطائرة 150 جهاز تنفس، بينما حملت الطائرة الأولى التي حطت في 21 مايو 50 جهاز تنفس.
في 5 يونيو، سُجلت 8,726 حالة جديدة، فوصل العدد الإجمالي إلى 449,834 حالة. وارتفعت الوفيات المؤكدة إلى 5,528 وفاة. ذكرت صحيفة ميدوزا أن 3 مناطق لن تقيم احتفالات يوم النصر في 24 يونيو بسبب الجائحة. وأرجأ أوبلاست بيلغورود الاحتفالات إلى 12 يوليو، بينما حدد أوبلاست أوريول 5 أغسطس موعدًا لها، ومن المحتمل أن تنظم بيرم كراي مسيرات يوم النصر في 3 سبتمبر. وفي نفس اليوم، قال البنك المركزي الروسي إنه يرى علامات على استمرار انحدار النشاط الاقتصادي.
في 6 يونيو، سُجلت 8,855 حالة جديدة، فبلغ العدد الإجمالي 458,689 حالة. وارتفعت الوفيات المؤكدة إلى 5,725 وفاة.
في 7 يونيو، سُجلت 8,984 حالة جديدة، فبلغ العدد الإجمالي 467,673 حالة. وارتفعت الوفيات المؤكدة إلى 5,869 وفاة. ذُكر أن وكالة النقل الجوي الاتحادية اقترحت استئناف الرحلات الجوية مع 15 بلدًا اعتبارًا من 15 يوليو، وخططت لإرسال مقترحاتها إلى روسبوتريبنادزور (دائرة مراقبة حماية حقوق المستهلك ورفاهية الإنسان)، وستضع وكالة النقل الجوي الاتحادية ودائرة مراقبة حقوق المستهلك قائمة البلدان معًا.
في 8 يونيو، سُجلت 8,985 حالة جديدة، فوصل العدد الإجمالي إلى 476,658 حالة. وارتفعت الوفيات المؤكدة إلى 5,971 وفاة. قال عمدة موسكو سوبيانين إن المدينة سترفع القيود المفروضة بسبب فيروس كورونا. وستُغفل قواعد العزل الذاتي وتصاريح السفر اعتبارًا من 9 يونيو، دون مزيد من الجداول الزمنية للحركة في الشارع. وسيتمكن السكان من السفر بحرّية في جميع أنحاء المدينة وزيارة الأماكن العامة. سيُعاد فتح أماكن مثل صالونات الزينة والشعر والعيادات البيطرية، وأماكن أخرى مثل المطاعم، خلال شهر يونيو. مازال وضع أقنعة الوجه والقفازات مطلوبًا من السكان وكذلك المحافظة على مسافة تفصلهم عن الآخرين. في نفس اليوم، أعلن رئيس الوزراء ميشوستين عن إعادة فتح جزئية للحدود أمام بعض المسافرين، قائلًا إن ذلك سيسمح للمواطنين بمغادرة البلاد بغية العمل أو الدراسة أو تلقي العلاج الطبي أو رعاية الأقارب. وسيسمح للأجانب بالدخول لتلقي العلاج الطبي أو رعاية الأقارب والأسرة. كانت الحدود مغلقة منذ 30 مارس. قال رئيس الوزراء ميشوستين إن البلاد جاهزة للافتتاح التدريجي استعدادًا لموسم الأعياد. ورأت وزارة النقل أن من المبكر تحديد موعد لاستئناف الرحلات الجوية الدولية.
في 9 يونيو، سُجلت 8,595 حالة جديدة، فوصل العدد الإجمالي إلى 485,253 حالة. وارتفعت الوفيات المؤكدة إلى 6,141 وفاة. قال رئيس القرم، سيرغي أكسيونوف، إن القيود المفروضة على استضافة السياح من مناطق روسية أخرى ستُرفع في 1 يوليو.
في 10 يونيو، سُجلت 8,404 حالات جديدة، فوصل العدد الإجمالي إلى 493,657 حالة. وارتفعت الوفيات المؤكدة إلى 6,358 وفاة. أفادت محطة إخو موسكفي الإذاعية بأن نحو 15,700 شخصًا ماتوا في موسكو في شهر مايو في معطيات أولية عن مصدر لم تسميه، أي زاد معدل الوفيات بنسبة 57% تقريبًا مقارنةً بمعدل السنوات الثلاث الأخيرة. وقال عمدة موسكو، سوبيانين، إن إنهاء موسكو لجميع القيود سيستغرق نحو شهرين. زاد قسم الصحة في موسكو عدد الوفيات الناجمة عن فيروس كورونا خلال شهر مايو في المدينة من 1,859 إلى 5,260. وجاء في بيان له أن «كوفيد-19 كان سببًا رئيسيًا أو سببًا مصاحبًا للوفاة في 5,260 حالة».
ووضح أن السبب في تباين الأرقام هو التغييرات التي أجرتها وزارة الصحة في طريقة إحصاء الوفيات: «سمحت لنا التوصيات الجديدة بتحسين طريقة حساب الحالات التي كان فيها كوفيد-19 السبب الرئيسي للوفاة وتلك التي كان فيها، على الأرجح، محفّزًا... لأمراض أخرى».
في 11 يونيو، سُجلت 8,779 حالة جديدة، فبلغ العدد الإجمالي 502,436 حالة. وارتفعت الوفيات المؤكدة إلى 6,532 وفاة. قال صندوق الاستثمار المباشر الروسي في بيان إن الدفعة الأولى من دواء أفيفافير سُلمت إلى المستشفيات، وسيؤمن نحو 60,000 شوط علاجي من أفيفايفير في يونيو ويمكن زيادة الإنتاج إلى مليوني شوط سنويًا إذا اقتضت الحاجة. ينتج الدواء مشروع مشترك بين صندوق الاستثمار المباشر الروسي ومجموعة تشيمرار وهو حاليًا أحد دوائين في العالم مسجلين لمعالجة كوفيد-19. نفى المتحدث باسم الكرملين ديمتري بيسكوف وجود أي غرابة في البيانات الروسية، ردًا على وصف المدير التنفيذي لبرنامج الطوارئ الصحية التابع لمنظمة الصحة العالمية مايكل ريان معدل الوفيات في روسيا بأنه «غير عادي». وقال ريان أيضًا إن اختبار الكثير من الناس يمكن أن يُظهر معدلات وفيات منخفضة نسبيًا. وقال بيسكوف إن الرئيس بوتين سيستأنف الاجتماعات الشخصية قريبًا، دون تحديد موعد. برر قسم الصحة في موسكو سبب التناقضات في البيانات بينه وبين البوابة الرسمية للحكومة بعدم إرسال الأرقام النهائية للمدينة. ذكرت شركة السكك الحديدية الروسية أنها ستتابع تسيير قطارات سابسان بين موسكو وسان بطرسبرغ وفق جدولها المعتاد يوم 24 يونيو. وأفاد موقع زناك أنه بحلول ذلك اليوم، ألغت 10 مدن كبرى على الأقل مسيرات يوم النصر بسبب خطر انتشار الفيروس.
في 12 يونيو، سُجلت 8,987 حالة جديدة، فبلغ العدد الإجمالي 511,423 حالة. وارتفعت الوفيات المؤكدة إلى 6,715 وفاة. ظهر الرئيس بوتين أول مرة منذ يوم النصر في 9 مايو للاحتفال بيوم روسيا، وسعى لحشد التأييد للإصلاح الدستوري في التصويت القادم.
في 13 يونيو، سُجلت 8,706 حالات جديدة، فبلغ العدد الإجمالي 520,129 حالة. وارتفعت الوفيات المؤكدة إلى 6,829 وفاة. نشرت وكالة الإحصاء الاتحادية، روستات، بيانات الوفيات في شهر أبريل والتي تضمنت عدد الوفيات الناتجة عن فيروس كورونا البالغ 2,712 على مستوى البلاد، بينما كانت الحصيلة الرسمية للوفيات 1,152. يشمل العدد المتوفين الذين ثبتت إصابتهم بالفيروس، والذين كان سبب وفاتهم الرئيسي أمر آخر. وتشمل الأرقام 1,270 حالة وفاة سببها الرئيسي فيروس كورونا، و435 حالة وفاة كان للفيروس «أثر كبير» فيها، و617 حالة وفاة لم يلعب فيها الفيروس دورًا كبيرًا رغم وجوده، و390 وفاة كُشف دور الفيروس فيها بعد الوفاة.
وقال مسؤولون من بينهم تاتيانا غوليكوفا إن التغييرات الجديدة في طريقة الإحصاء تتبع توصيات منظمة الصحة العالمية. وقالت إن معدل الوفيات بين المصابين وفق هذه الأرقام يبلغ 2.6%، وسيكون أعلى في مايو.
في 14 يونيو، سُجلت 8,835 حالة جديدة، فوصل العدد الإجمالي إلى 528,964 حالة. وارتفعت الوفيات المؤكدة إلى 6,948 وفاة.
في 15 يونيو، سُجلت 8,246 حالة جديدة، فبلغ العدد الإجمالي 537,210 حالة. وارتفعت الوفيات المؤكدة إلى 7,091 وفاة. وذكرت صحيفة كوميرسانت أن تشيليابنسك وبينزا وياكوتسك ألغت مسيرات يوم النصر في 24 يونيو بسبب خطر انتشار الفيروس. مدد الرئيس بوتين الفترة التي يمكن فيها للمواطنين الأجانب الذين انتهت صلاحية تأشيراتهم بعد 15 مارس البقاء في البلاد حتى 15 سبتمبر.
في 16 يونيو، سُجلت 8,248 حالة جديدة، فبلغ العدد الإجمالي 545,458 حالة. وارتفعت الوفيات المؤكدة إلى 7,284 وفاة. تراجعت سلطات القرم عن قرار إلغاء موكب يوم النصر في سيمفروبول في 24 يونيو وذلك بعد إعلان إلغائه سابقًا في نفس اليوم. وقال زعيم القرم، سيرغي أكسيونوف، إن قرار إقامة الاستعراض جاء «بعد مشاورات مطولة، مع وزارة الدفاع في الاتحاد الروسي والدائرة الاتحادية لحماية حقوق المستهلك ورفاهية الإنسان» وأن شبه جزيرة القرم ستتخذ «تدابير غير مسبوقة» لضمان السلامة. قالت ممثلة منظمة الصحة العالمية في روسيا، ميليتا فوينوفيك، إن روسيا قادرة على تهيئة الظروف اللازمة للمضي قدمًا في إجراء الاستفتاء وإقامة استعراضات يوم النصر بأمان. أفيد بأن أكثر من 30 منطقة في روسيا ألغت مواكب يوم النصر المقررة في 24 يونيو أو أنها ستقيمها دون حضور متفرجين.
في 17 يونيو، سُجلت 7,843 حالة جديدة، فبلغ العدد الإجمالي 553,301 حالة. وارتفعت الوفيات المؤكدة إلى 7,478 وفاة. أعلنت كراسنودار كراي أنها ستخفف القيود المفروضة على السياح القادمين وستسمح بحرية الحركة داخل المنطقة بدءًا من 21 يونيو.
في 18 يونيو، سُجلت  7,790 حالة جديدة، فوصل العدد الإجمالي إلى 561,091 حالة. وارتفعت الوفيات المؤكدة إلى 7,660 وفاة. في نفس اليوم، قالت وزارة الدفاع إن مركز غاماليا الوطني للأوبئة والأحياء الدقيقة أجرى تجارب سريرية للقاح قيد التطوير على 18 متطوعًا. وأُبلغ عن وفاة السياسي ميخائيل إيغناتييف، الذي شغل منصب رئيس جمهورية تشوفاشيا حتى إقالته في وقت سابق من هذا العام، بسبب الإصابة بالفيروس. أبلغت ألا سامويلوفا، رئيسة روزدرافنادزور (الدائرة الاتحادية للرقابة في مجال الصحة)، عن وفاة 489 عاملًا في الصحة بعد إصابتهم بالفيروس. وقال المركز الصحفي لروزدرافنادزور في وقت لاحق إن العدد ليس رسميًا وإنما يمثل بيانات من الإنترنت. صرح نائب عمدة موسكو للسياسة الاقتصادية وعلاقات الممتلكات والأراضي فلاديمير إيفيموف أن النشاط التجاري في المدينة عاد إلى مستويات ما قبل الإغلاق.
في 19 يونيو، سُجلت 7,972 حالة جديدة، فبلغ العدد الإجمالي 569,063 حالة. وارتفعت الوفيات المؤكدة إلى 7,841 وفاة. أعلنت نائبة عمدة موسكو للتنمية الاجتماعية أناستازيا راكوفا عن استئناف التسجيل لحفلات الزفاف والاحتفالات الأخرى اعتبارًا من 23 يونيو في مكاتب التسجيل. وأشارت إلى ضرورة وضع الأقنعة والقفازات والتزام التباعد الاجتماعي في مكاتب التسجيل. وقالت إن القاعات الاحتفالية ستُطهر بعد كل حفل. وقّع حاكم إقليم موسكو أندريه فوروبيوف مرسومًا يسمح بإعادة فتح المتاحف اعتبارًا من 25 يونيو والمرافق الرياضية اعتبارًا من 1 يوليو ومخيمات الأطفال اعتبارًا من 15 يوليو. وبدءًا من 25 يونيو، سيُسمح بفتح جميع متاجر البيع بالتجزئة.
في 20 يونيو، سُجلت 7,889 حالة جديدة، فبلغ العدد الإجمالي 576,952 حالة. وارتفعت الوفيات المؤكدة إلى 8,002 وفاة. وقال مدير مركز غاماليا للأوبئة والأحياء الدقيقة، ألكسندر غونزبورغ، إن من الممكن بدء إنتاج اللقاح في الخريف.
في 21 يونيو، سُجلت 7,728 حالة جديدة، فبلغ العدد الإجمالي 584,680 حالة. وارتفعت الوفيات المؤكدة إلى 8,111 وفاة. تجاوز عدد المتعافين من الفيروس عدد الإصابات الجديدة أول مرة خلال الأسبوع الثالث من يونيو.
في 22 يونيو، سُجلت 7,600 حالة جديدة، فوصل العدد الإجمالي إلى 592,280 حالة. وارتفعت الوفيات المؤكدة إلى 8,206 وفيات. أعلن عمدة موسكو، سوبيانين، عن السماح بفتح المقاهي والمطاعم ومراكز اللياقة البدنية والمسابح بدءًا من 23 يونيو. وسترفع القيود المفروضة على المكتبات ورياض الأطفال. وسيُسمح بالجلوس على المقاعد العامة واصطحاب الأطفال إلى أماكن اللعب، مع مراعاة وضع أقنعة الوجه. قالت نائبة رئيس الوزراء تاتيانا غوليكوفا إن بعض القيود يجب أن تبقى في الخريف، ويشمل ذلك وضع أقنعة الوجه. أضاف رئيس الوزراء ميشوستين قطاعي قطارات نقل الركاب والنقل المائي إلى قائمة الحكومة للقطاعات الأكثر تضررًا من الجائحة.
في 23 يونيو، سُجلت 7,425 حالة جديدة، فبلغ العدد الإجمالي 599,705 حالات. وارتفعت الوفيات المؤكدة إلى 8,359 وفاة. ذكر منشور على إحدى شبكات التواصل الاجتماعي وفاة الزعيم البوذي في توفا، جامبل لودوي، بعد إصابته بالفيروس. قال الرئيس بوتين في خطاب متلفز، إن استجابة البلاد للفيروس أنقذت عشرات الآلاف من الأرواح وأثنى على التقدم الذي أحرزته روسيا في مكافحة الفيروس. وأعلن عن تدابير إضافية للدعم الاقتصادي والاجتماعي للمتأثرين بالجائحة. وأعلن أيضًا عن إيقاف العمل بمعدل ضريبة الدخل الثابت البالغ 13% الذي أدخله في عام 2001 وزيادة معدل الضريبة على أصحاب الدخل العالي الذين يكسبون أكثر من 5 ملايين روبل (نحو 73 ألف دولار) إلى 15%، بدءًا من 1 يناير 2021. وقال إن الإيرادات الإضافية التي تبلغ نحو60 مليار روبل (نحو 875 مليون دولار) ستخصص لمساعدة الأطفال المصابين بأمراض شديدة أو نادرة. وأعلن عن تدابير أخرى منها زيادة الفوائد للأسر التي فقد فيها كلا الوالدين عملهما وتقديم مبلغ 10,000 روبل مرة واحدة للأسر عن كل طفل دون السادسة عشرة في يوليو. وسيوزع 100 مليار روبل في هيئة قروض للشركات لدفع رواتب الموظفين. قال بوتين أيضًا إن شركات تكنولوجيا المعلومات ستستفيد من نظام ضريبي مخفض للغاية وستخفَض الضرائب على أرباحها من 20% إلى 3%. اقترح بوتين تمديد المدفوعات للعاملين الاجتماعيين لشهرين آخرين. وتحدثت إيلينا سموليارتشوك، مديرة مركز الدراسات السريرية للأدوية في جامعة سيشينوف، عن نتائج اختبار اللقاح، فذكرت ظهور زيادة طفيفة في درجات الحرارة وصداع عند بعض متلقي اللقاح في الساعات الأولى، واختفت الأعراض في وقت لاحق من اليوم، وأشارت إلى أن جميع المتطوعين بحال جيدة حاليًا. وصف الخبراء رد الفعل بأنه طبيعي.
في 24 يونيو، سُجلت 7,176 حالة جديدة، فبلغ العدد الإجمالي 606,881 حالة. وارتفعت الوفيات المؤكدة إلى 8,513 وفاة. أقيم استعراض يوم النصر في موسكو في ذلك اليوم. لم يحضر رئيس قرغيزستان سورونباى جينبيكوف الذي وصل إلى موسكو لحضور الاستعراض لكن نتيجة الفحوصات أظهرت إصابة اثنين من أعضاء وفده بالفيروس، فعاد إلى العاصمة القيرغيزية بيشكيك لعزل نفسه. ذكر موقع زناك أن ما لا يقل عن 40 منطقة ألغت مواكب يوم النصر أو أقامتها دون متفرجين بسبب الفيروس، وألغت 30 مدينة كبرى أيضًا احتفالاتها.
في 25 يونيو، سُجلت 7,113 حالة جديدة، فوصل العدد الإجمالي إلى 613,994 حالة. وارتفعت الوفيات المؤكدة إلى 8,605 وفيات. وقّع حاكم سانت بطرسبرغ، ألكسندر بيغلوف، مرسومًا يقضي برفع بعض القيود ومنها حظر زيارة المتنزهات والحدائق والساحات والملاعب والساحات الرياضية اعتبارًا من 28 يونيو. وقع رئيس الوزراء ميشوستين أمرًا يسمح للمتخصصين الأجانب حاملي أذونات العمل في روسيا بدخول البلاد. وقال عمدة موسكو، سوبيانين، إن المدينة ليست جاهزة بعد لفتح القطاع السياحي بالكامل.
في 26 يونيو، سُجلت 6,800 حالة جديدة، فوصل العدد الإجمالي إلى 620,794 حالة. وارتفعت الوفيات المؤكدة إلى 8,781 وفاة.
في 27 يونيو، سُجلت 6,852 حالة جديدة، فبلغ العدد الإجمالي 627,646 حالة. وارتفعت الوفيات المؤكدة إلى 8,969 وفاة. بدأ منظمو الرحلات السياحية الروسية إلغاء الرحلات الخارجية المقررة في يوليو بسبب عدم اليقين بشأن تخفيف القيود. وقال مدير مركز علم الفيروسات والتكنولوجيا الحيوية «فيكتور»، رينات ماكسيوتوف، إن الوصول إلى مناعة جمعية سيتطلب تطعيم نحو 70 مليون شخص.
في 28 يونيو، سُجلت 6,791 حالة جديدة، فبلغ العدد الإجمالي 634,437 حالة. وارتفعت الوفيات المؤكدة إلى 9,073 وفاة. أشار الرئيس بوتين إلى أنه يخضع لاختبار الفيروس كل 3-4 أيام، ونتائج الاختبارات جميعها سلبية.
في 29 يونيو، سُجلت 6,719 حالة جديدة، فوصل العدد الإجمالي إلى 641,156 حالة. وارتفعت الوفيات المؤكدة إلى 9,166 وفاة. أعلن نائب رئيس الوزراء ديمتري تشيرنيشنكو عن السماح بفتح دور السينما بدءًا من 15 يوليو شرط موافقة الحكومات المحلية. مددت السلطات في قلميقيا المرحلة الثانية من تخفيف القيود إلى 12 يوليو، إذ بقي معدل الإصابة فيها مرتفعًا جدًا. وأعلن مركز الصحافة والعلاقات العامة التابع لجهاز الأمن الفدرالي عن فتح ضريح فلاديمير لينين في1 يوليو.
في 30 يونيو، سُجلت 6,693 حالة جديدة، فوصل العدد الإجمالي إلى 647,849 حالة. وارتفعت الوفيات المؤكدة إلى 9,320 وفاة. أعلن مدير مركز علم الفيروسات والتكنولوجيا الحيوية «فيكتور»، رينات ماكسيوتوف، عن ثبوت فعالية 3 نماذج من اللقاحات. أنهى زعيم الشيشان، قديروف، شرط الحجر الصحي مدة أسبوعين للأشخاص الذين يدخلون الجمهورية.